# Wetterau-Main-Tauber-Stellung

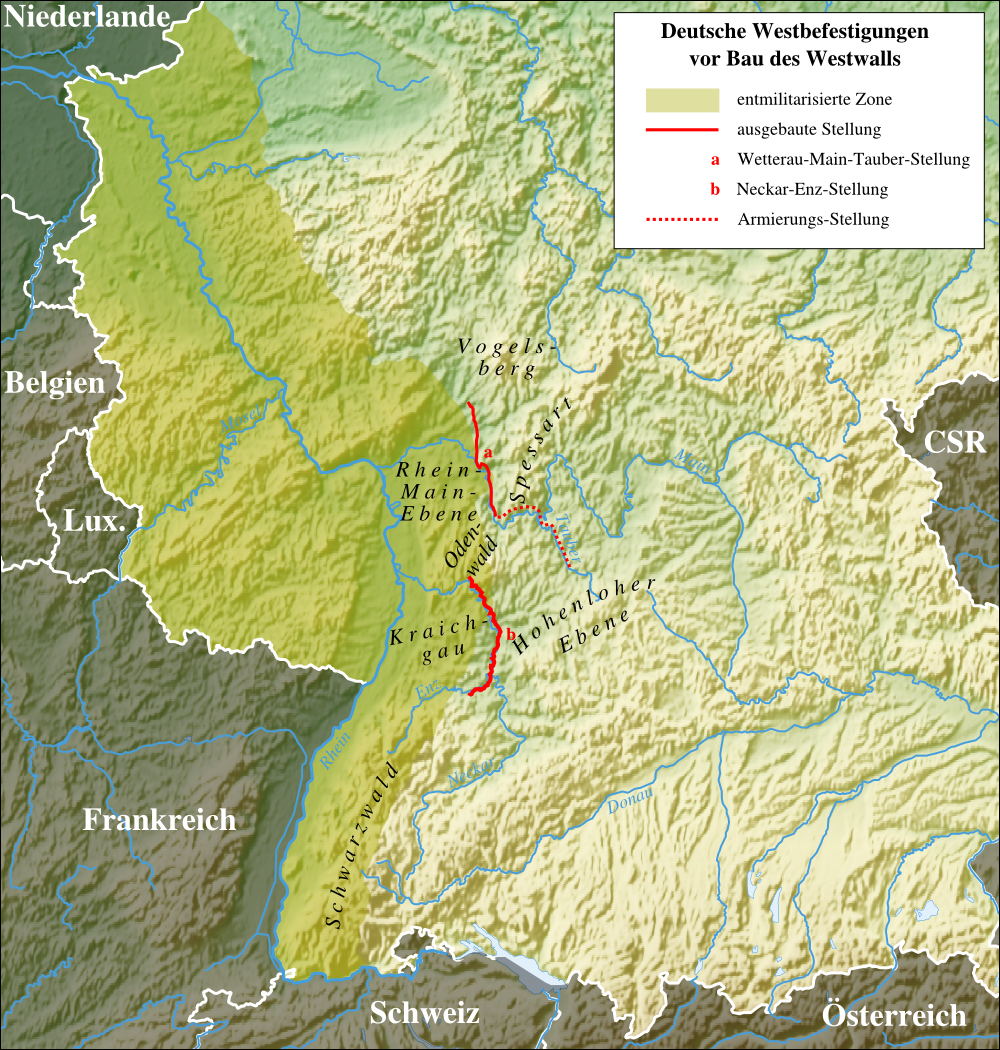
Strategische Lage der Wetterau-Main-Tauber- und der Neckar-Enz-Stellung

Die Wetterau-Main-Tauber-Stellung (WMTS), später von den Westalliierten auch Kleine Siegfried-Linie (englisch Little Siegfried Line) genannt, war ein zwischen 1936 und 1937 erbauter militärischer Bunkergürtel zwischen Büdingen und Klingenberg in den heutigen Bundesländern Hessen und Bayern. Die Verteidigungslinie sollte ursprünglich von Laubach in der Wetterau über die Mainlinie bis Röttingen an der Tauber führen.

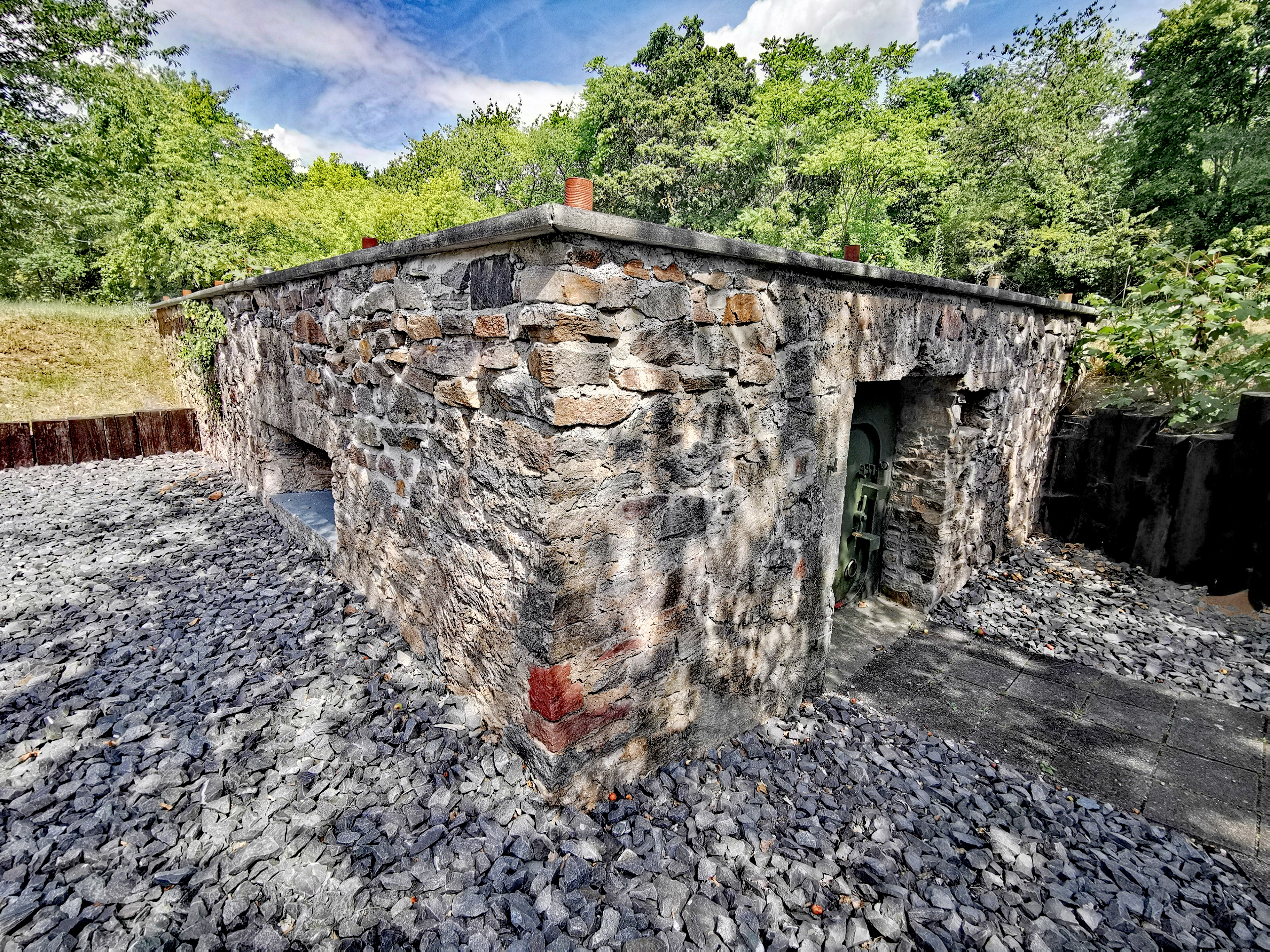
Bunker 224 in Aschaffenburg-Nilkheim

Zusammen mit der Neckar-Enz-Stellung und der Bayerisch-Tschechischen Grenzstellung sollte sie das Deutsche Reich vor einem schnellen Angriff von Ost und West schützen, der zur Abspaltung der südlichen Hälfte Deutschlands hätte führen können. Im Anhalt an die Regelungen des Versailler Vertrages bot ihre letztlich gewählte Lage die westlichst gelegene, taktisch-technisch sinnvolle Möglichkeit, den Vormarsch eines Angreifers zu verzögern. In ihrer Entwicklungsphase kam erstmals eine Standardisierung der Baupläne zum Einsatz, die später beim Westwall und Atlantikwall konsequent umgesetzt wurden.

## Geschichte

### Vorgeschichte

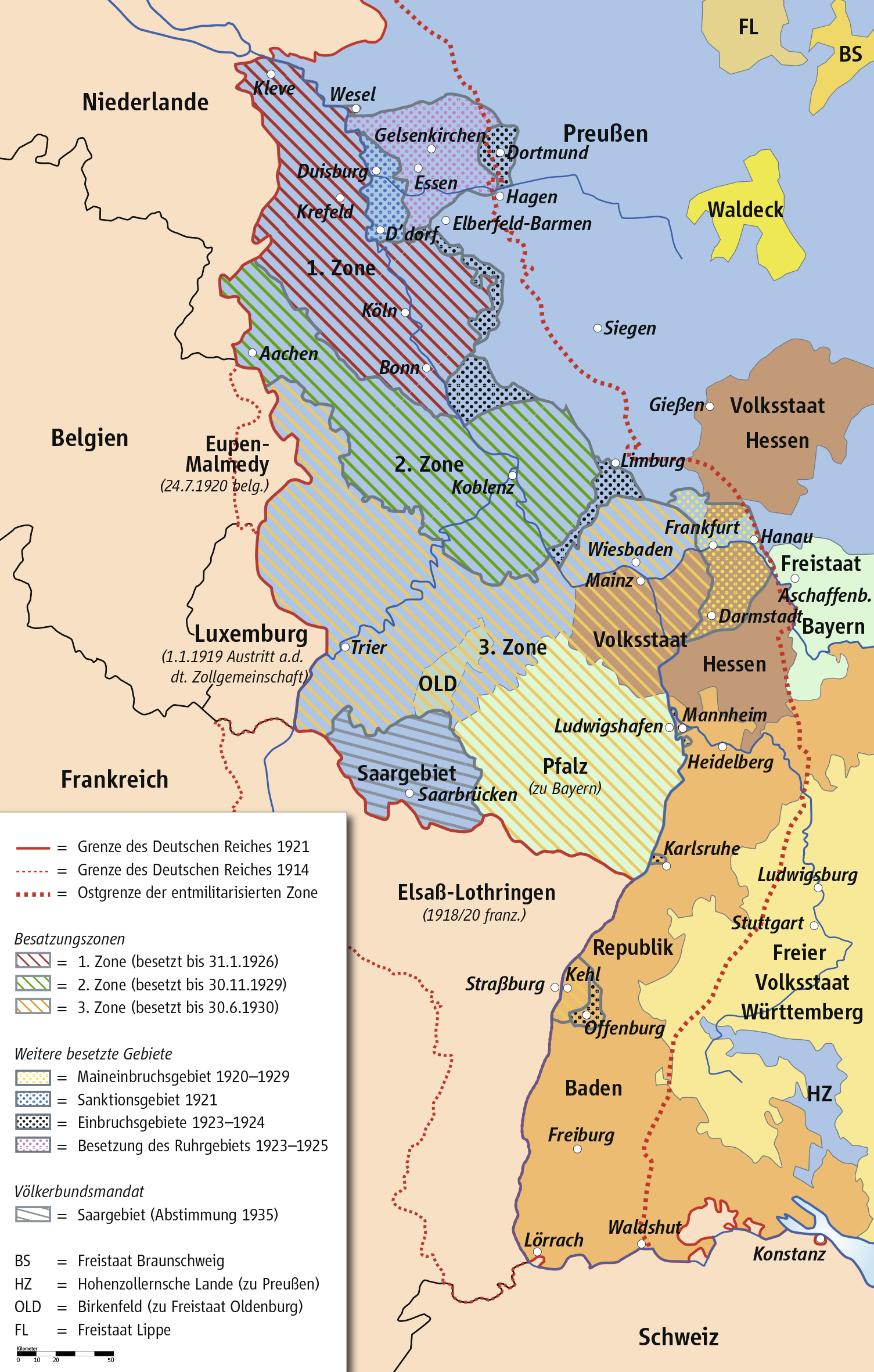
Alliierte Rheinlandbesetzung

Nach dem Ende des Ersten Weltkriegs war Deutschland militärisch stark eingeschränkt. Viele Landesteile und alle Kolonien gingen verloren. Mit Abschluss und Anerkennung des Versailler Vertrages 1919 war es dem Deutschen Reich laut Artikel 42 untersagt, Befestigungen, sowohl auf dem linken Ufer des Rheins, wie auch auf dem rechten Ufer, bis zu einer 50 km östlich und parallel des Flusses gezogenen Linie zu errichten. Außerdem durften in dieser angegebenen Zone keine Truppenbewegungen stattfinden. Neben der erzwungenen Abrüstung des Heeres waren schwere Waffen wie großkalibrige Artillerie und Panzer untersagt. Die Missachtung dieser Regelungen hätten Frankreich sofortiges Einmarschrecht erteilt, mit dem Ziel Truppen entlang des Mains nach Osten vorrücken zu lassen, um Deutschland an seiner „Wespentaille“ zu teilen.
Durch diese Einschränkungen war Deutschland praktisch verteidigungsunfähig. Nachdem sich alle deutschen Truppen von der Westfront hinter den Rhein zurückzuziehen mussten und das Rheinland französisch besetzt wurde, war der gesamten Bevölkerung diese Wehrlosigkeit vor Augen geführt. Ab 1925 kam deshalb der Gedanke, im Westen Verteidigungsanlagen gegen einen übermächtigen Angreifer zu errichten. Das deutsche Militär stellte erste Überlegungen für eine Strategie zum Schutz des Deutschen Reichs an. Die Heeresabteilung plante Widerstandszonen entlang der 50-km-Linie.
Das Pariser Abkommen vom 31. Januar 1927 als Zusatzvereinbarung zum Versailler Vertrag, gestattete Deutschland erstmals den Bau leichter Grenzbefestigungen. Mit dem Austritt des Deutschen Reiches aus dem Völkerbund im Jahr 1933 wollte Adolf Hitler die militärische Gleichstellung im Alleingang erreichen. Das Zweite Rüstungsprogramm wurde beschlossen und Reichswehrminister Werner von Blomberg genehmigte ein Planungskonzept zur Vorbereitung von Sperrmaßnahmen in der entmilitarisierten Zone. Um den Feind nicht zu provozieren, blieb es vorerst nur bei Planungen. Hitler wollte keinen Konflikt mit den Westmächten durch einen Bruch des Versailler Vertrages. Er respektierte nach wie vor die 50-km-Linie. Man ging davon aus, dass Frankreich versuchen würde, Brückenköpfe am rechten Rheinufer zu gewinnen. Für diesen Vorstoß kamen nur das Rhein-Main-Becken und das Gebiet zwischen Odenwald und Hohenloher Ebene infrage. Die Verteidigungsplanungen sollten darauf abzielen, einen feindlichen Vormarsch weitestgehend abzubremsen. Die Errichtung der Wetterau-Main-Tauber-Stellung wie auch der Neckar-Enz-Stellung war beschlossen.

### Planung und Bau
Am 1. Oktober 1934 wurde die Baugruppe Gießen gegründet, die vom 2.–4. November die geplante Wetterau-Main-Tauber-Linie am Rande der entmilitarisierten Zone von Laubach bis Miltenberg erkundete. Die Aufgabe der zukünftigen Verteidigungslinie sollte es sein, einen französischen Durchbruch von der Mainlinie nach Thüringen und in das Zentrum des Deutschen Reiches zu verhindern. Der Angreifer sollte sich an dieser Verteidigungslinie festlaufen. Man ging davon aus, dass die bewaldeten Mittelgebirge von Hahnenkamm und Spessart von Natur aus dem Feind den Vormarsch erschwere und sich ein Panzerangriff in dem Gelände kaum entwickeln könne. Deshalb war geplant, vor allem die Bereiche südlich von Gelnhausen und um Aschaffenburg stark zu befestigen. Zum 1. Juli 1935 ist die Festungsbaugruppe Aschaffenburg aktiv geworden. Es wurde eine Detailerkundung sowie die Planung für den Bereich Stadtprozelten bis Röttingen an der Tauber angeordnet.
Am 7. März 1936 missachtete Hitler mit der Invasion durch die deutsche Wehrmacht in die entmilitarisierten Zone die Regelungen des Versailler Vertrages. Es war vollkommen unklar, wie Frankreich auf diesen Vertragsbruch reagieren würde. Das Oberkommando des Heeres (OKH) bereitete unter diesen neuen Voraussetzungen die Errichtung einer Westbefestigung jenseits des Rheins, dem späteren Westwall, als Gegenstück zur französischen Maginot-Linie vor. Viele Festungsbauer der Wetterau-Main-Tauber-Stellung bekamen am 12. März des Jahres Marschbefehle zur Westgrenze. Das OKH ordnete an, dass sich die deutschen Truppen erst, wenn die Widerstandslinie westlich des Rheins nicht mehr zu halten wäre, hinter den Fluss zurückziehen. Obwohl sich das neue Verteidigungskonzept nun mehr über die Rheinlinie konzentrierte, wurde vom OKH am 18. April 1936 der endgültige Baubefehl mit höchster Dringlichkeit für die Wetterau-Main-Tauber-Stellung erteilt.

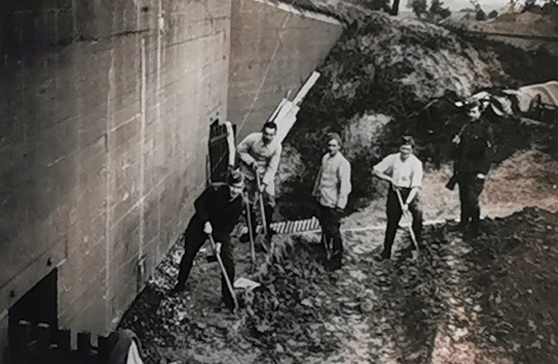
Bau der Anlage 224 in Aschaffenburg

Am 3. Juni 1936 begannen die Bauarbeiten der ersten Bunker. Sie wurden teils von ortsansässigen Bauunternehmen ausgeführt. Allerdings waren die Wandstärken der Bunker schwächer als die, welche an der westlichen Reichsgrenze am Westwall zur Ausführung kamen. Die Planungen der Wetterau-Main-Tauber-Stellung waren ursprünglich viel umfangreicher: Neben Stellungen für Geschützbatterien bis zum Kaliber 28 cm waren am Schülerberg bei Ranstadt und am Bischberg bei Aschaffenburg auch Minenwerfer-Kasematten vorgesehen. Auf dem Kapellenberg bei Mainaschaff war ein Hohlgangsystem geplant. Besonders tief gestaffelt sollten die Stellungen im Pfaffenwald und auf dem Dohlberg um Büdingen sowie um Kleinwallstadt ausgebaut werden. Geplant waren um die 1000 Anlagen.
Da Rohstoffe und Fachpersonal vorwiegend für den Bau des Westwalls benötigt wurden, hat man viele Anlagen der Wetterau-Main-Tauber-Stellung nie verwirklicht. Der Bunkerbau von Laubach bis Büdingen sowie von Klingenberg bis Röttingen gingen nie bis über die Planungsphase hinaus. Diese Abschnitte galten als Mobilmachungsstellungen innerhalb der Wetterau-Main-Tauber-Stellung. Man baute schließlich nur insgesamt 329 Bunker und es wurden noch keine Panzersperren aus Beton errichtet. Stattdessen wurden etwa an der Kinzigmühle bei Lieblos oder an der Herrnmühle bei Michelbach Holzpfähle in den Boden gerammt und Panzergräben ausgehoben.
Die Wetterau-Main-Tauber-Stellung hatte nur in den bedrohtesten Teilen einen einfachen Ausbau erhalten. 1937 waren die Bauarbeiten bereits zum Ende gelangt und sollte nur auf besonderen Befehl des OKH wieder aufgenommen werden. Außer kleinerer Ergänzungen wurden die früheren Planungen nicht mehr durchgeführt. Die Gesamtkosten betrugen 8.834.055 Reichsmark (nach heutiger Kaufkraft etwa 100 Mio. Euro). 1939 wurden erste Ausrüstungsgegenstände der Verteidigungslinie an den Westwall abgegeben. Die Wetterau-Main-Tauber-Stellung blieb ein unvollständiges Gerippe.
Letztendlich kam die Wetterau-Main-Tauber-Stellung bis dato nie zum Einsatz. Mit der erfolgreichen Beendigung des Westfeldzuges wurde sie endgültig bedeutungslos, sodass am 1. November 1940 mit der Desarmierung zugunsten des Westwalls und des geplanten Atlantikwalls verfügt wurde. Während des Zweiten Weltkrieges wurden Überwachungseinheiten zur täglichen Kontrolle der Anlagen an der Wetterau-Main-Tauber-Stellung abgestellt.

### Wiederarmierung und Zerstörung
Nach dem Rückzug aus Frankreich und dem Durchbruch amerikanischer Truppen auf deutsches Gebiet 1944, plante man eine Wiederarmierung mehrerer Stellungen im Westen des Reiches, die daraufhin auf ihren Ausbauzustand geprüft wurden. An der Sieg-Stellung sowie der Vogelsberg-Sinn-Main-Stellung hatte vor dem Krieg kein Ausbau stattgefunden. Nach einer Besichtigung der Wetterau-Main-Tauber-Stellung stellte man fest, dass die Verteidigungslinie durch die Art ihres Ausbaus nur beschränkten Kampfwert besitzt und wesentlich verstärkt werden müsste. Aufgrund dessen, dass der Westwall durchbrochen wurde und der Feind immer weiter vorrückte, wurde am 23. Oktober 1944 die sofortige Rearmierung der Wetterau-Main-Tauber-Stellung und der Neckar-Enz-Stellung beschlossen.
Bis Januar 1945 sollte die Stellung in einen bedingten Verteidigungszustand versetzt werden. Den Armierungsarbeiten gingen Inventarisierungen voraus. Dabei zeigte sich, dass die Bunker kaum verteidigungsfähig waren und für den Einsatz der weiterentwickelten Waffentechnik faktisch wirkungslos wurden. Da die Anlagen vor dem Krieg nicht geprüft und gewartet wurden, standen viele Bunker unter Wasser. Bei den Stellungen von Bernbach bis Kleinostheim ging der Oberstleutnant vor Ort davon aus, dass sie keinen taktischen Nutzen mehr hatten. Außerdem wurden alle Anlagen vor dem Krieg ihrer gesamten Inneneinrichtung beraubt. Dennoch hielt man am Versuch der Wiederarmierung fest. Die Beschaffung vor Ersatzteilen erwies sich als katastrophal, die meisten Bunker wurden nicht bezogen.

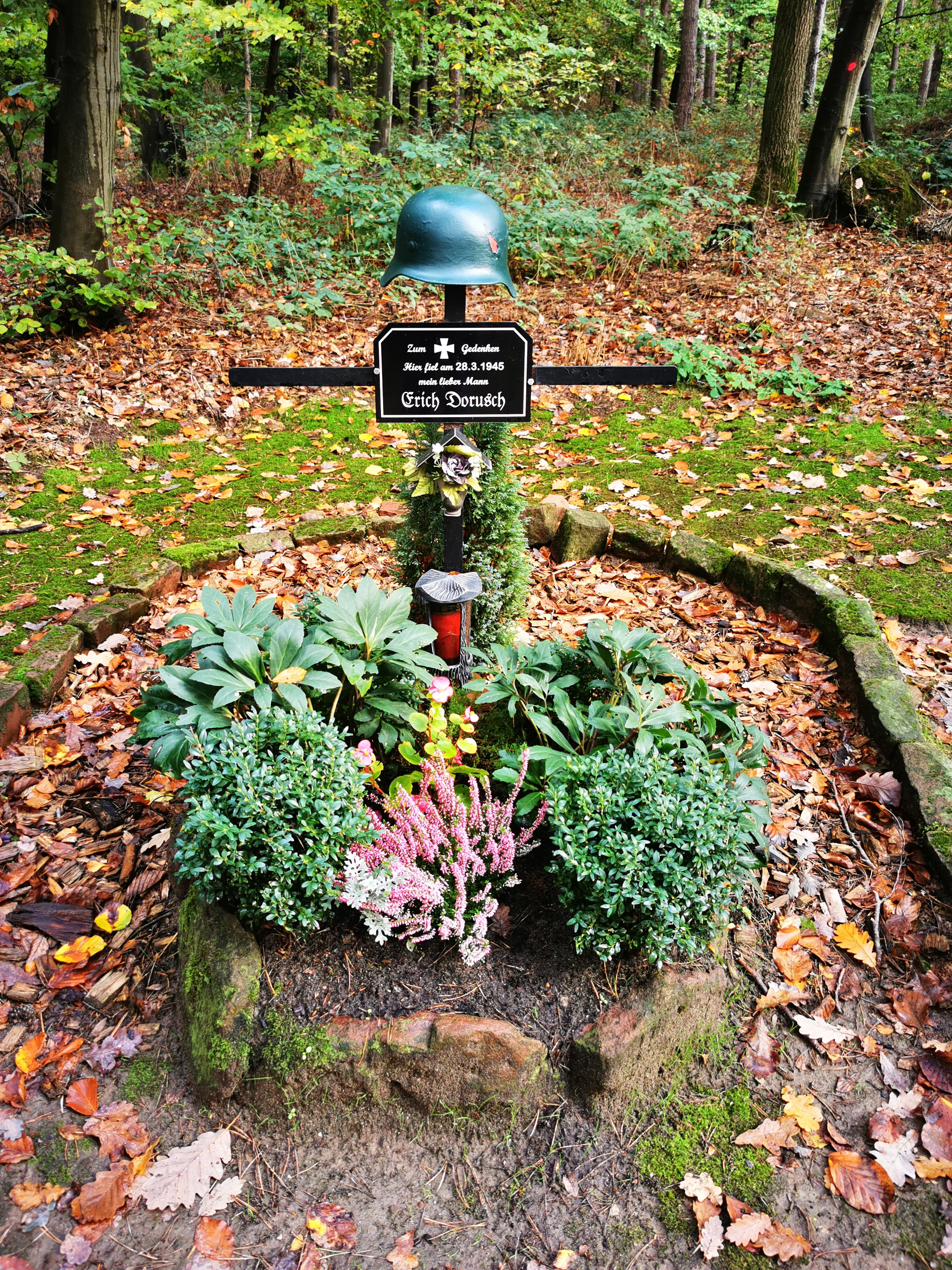
Das Grab von Erich Dorusch. Der Obergefreite fiel bei Rückzugsgefechten an der Wetterau-Main-Tauber-Stellung in unmittelbarer Nähe des Bunkers 292

Da Aschaffenburg zur Festung erklärt wurde, sollten in und um die Stadt 106 Bunker der Wetterau-Main-Tauber-Stellung reaktiviert werden. Allerdings konnten nur wenige Stellungen mit Maschinengewehren bestückt werden, da das dafür vorgesehene Material nicht eintraf. Währenddessen wurden von den Deutschen fast alle Rheinbrücken gesprengt. Die US-Armee fand am 22. März 1945 dennoch bei Oppenheim einen Übergang. In der am 25. März folgenden Schlacht um Aschaffenburg dürfte die Wetterau-Main-Tauber-Stellung keine große Rolle gespielt haben. Die Bunker wurden teils zweckentfremdet und aufgrund zunehmender Bombenangriffe als Lager für Archivgüter genutzt. Die Anlagen hatten kaum Nutzen für die Verteidigung von Aschaffenburg. Ein amerikanischer Kriegsberichtschreiber nannte die Stellung Little Siegfried Line. Auch außerhalb der Stadt hatten die Bunker beim Einmarsch der Amerikaner nur eine geringe militärische Bedeutung.

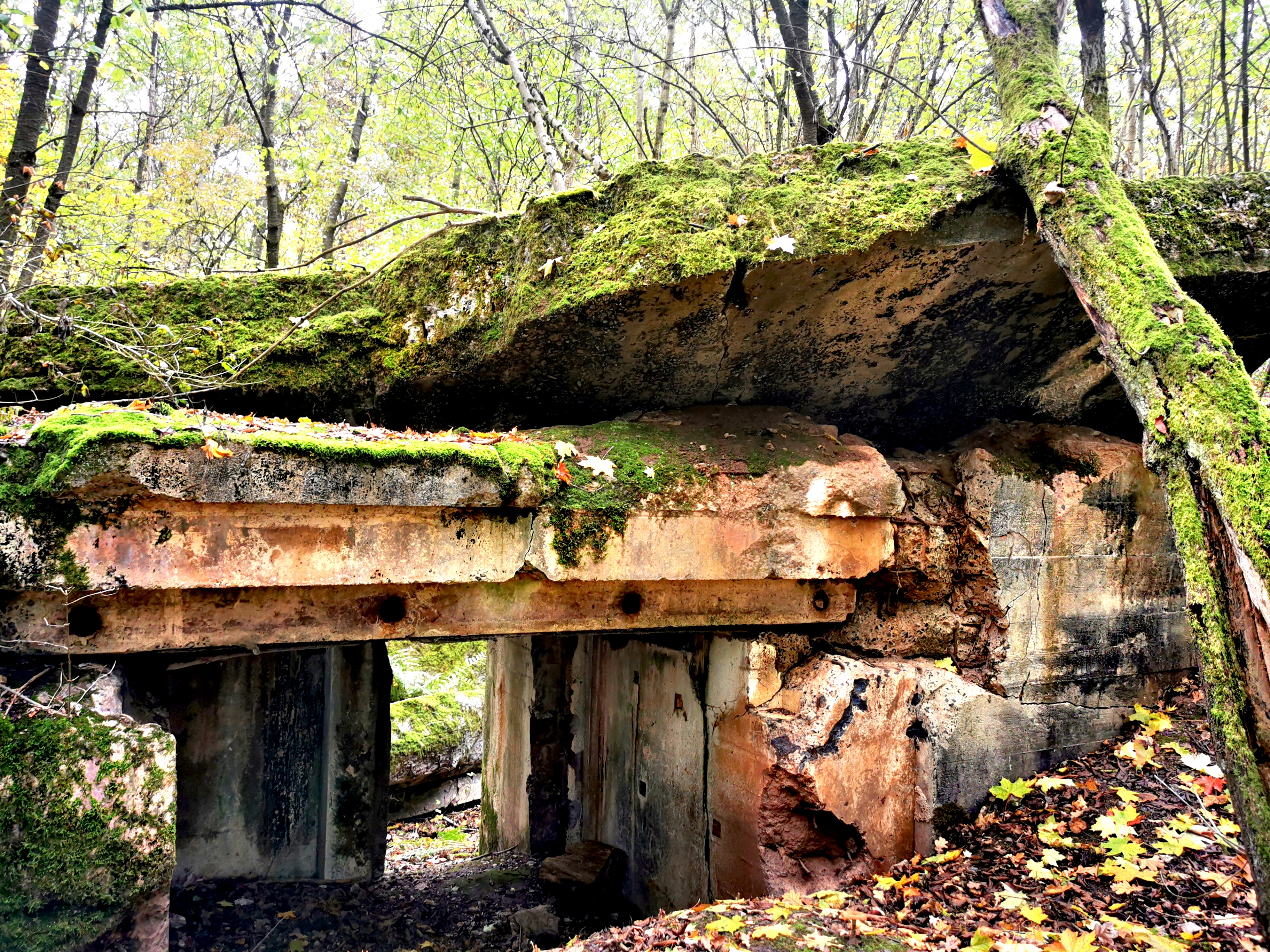
Gesprengter Bunker Nr. 113 der Wetterau-Main-Tauber-Stellung bei Bernbach

Die oberste Nazi-Führung versuchte mit allen Mitteln den Feind an der Wetterau-Main-Tauber-Stellung am weiteren Vormarsch zu hindern. Laut Berichten wurden zum Beispiel die Bunker im Kahltal bei Michelbach von deutschen Truppen besetzt. Als am 2. April 1945 amerikanische Panzer die Bunker unter Beschuss nahmen, besaßen die verschanzten Verteidiger keinerlei panzerbrechende Waffen und zogen sich bald aus diesem Abschnitt der Verteidigungslinie zurück. Bei diesem Angriff wurde auch das markante steinerne Weinberghäuschen schwer beschädigt, da die einmarschierenden Angreifer es wohl für einen weiteren Betonbunker hielten. Auch bei Hörstein und Wasserlos bezog die deutsche Infanterie die dortigen Anlagen. Eine amerikanische Artilleriestellung in der Hörsteiner Ortsmitte nahm die Bunker um die Dörfer unter Beschuss. Im Raum Büdingen standen die US-Streitkräfte vor völlig unbesetzten Stellungen.
Der Vormarsch der alliierten Truppen vollzog sich in den letzten Kriegswochen derart rasant und unter völlig anderen Prämissen als diejenigen, die man bei Planung und Bau vorausgesetzt hatte. Inwieweit das US-Militär von der Wetterau-Main-Tauber-Stellung Kenntnis hatte, lässt sich nicht mit Sicherheit sagen. Nach dem Durchbrechen der Wetterau-Main-Tauber-Stellung konnten die Amerikaner im Rücken der Neckar-Enz-Stellung weiter nach Süden vorrücken.
Nach der bedingungslosen Kapitulation der deutschen Wehrmacht am 8. Mai 1945 wurde im Dezember des Jahres die systematische Zerstörung militärischer Anlagen im deutschen Reichsgebiet durch die Besatzungsmächte angeordnet. Noch im gleichen Monat begannen die Sprengungen der bis dahin unbeschädigten Bunkeranlagen, mit den Worten: „Was Hitler aufgebaut hat, reißen wir wieder ab!“

### Nachkriegszeit und Relikte

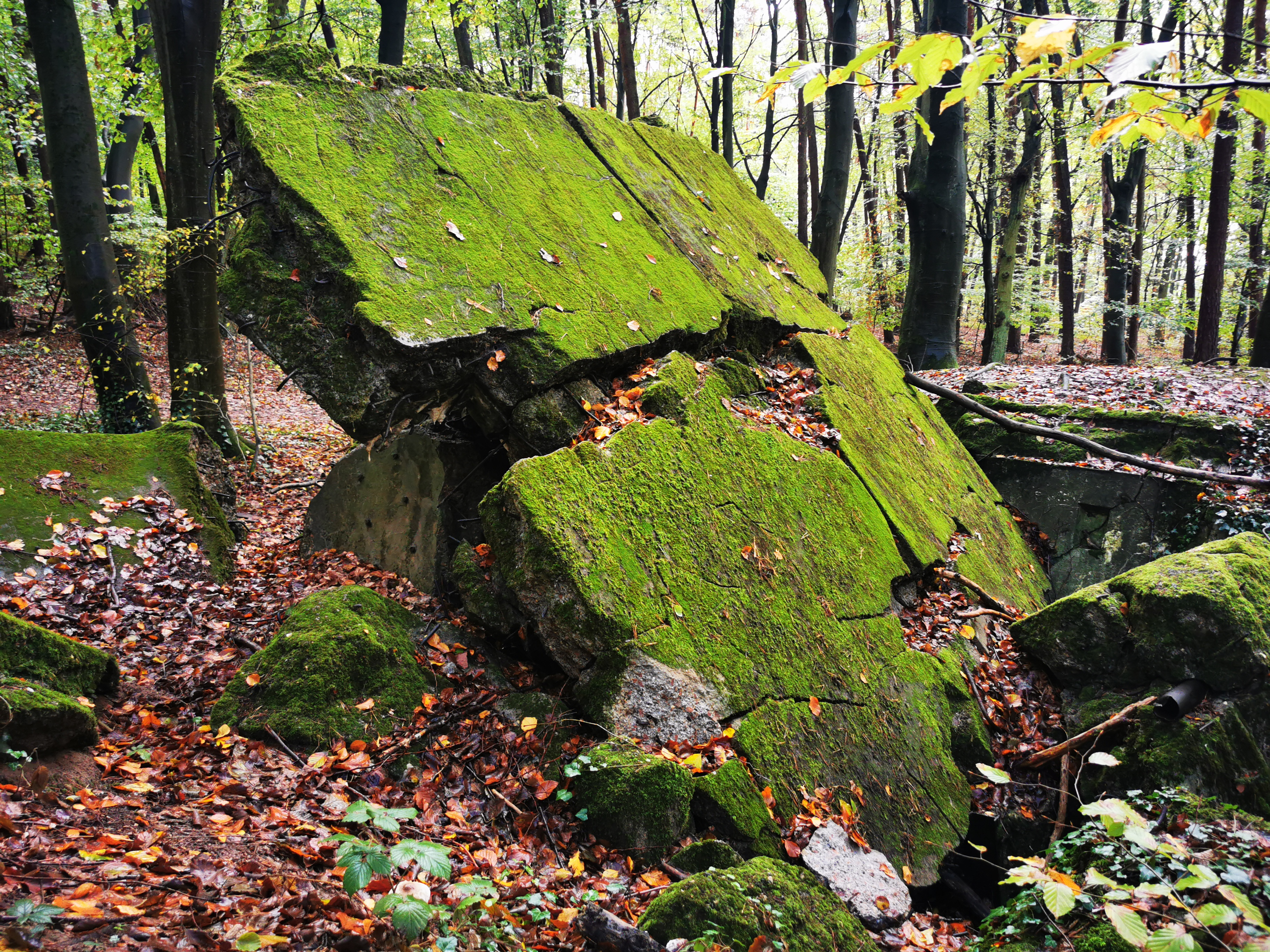
Gesprengter Bunker 291 nordöstlich von Elsenfeld mit zertrümmerter Bunkerdecke

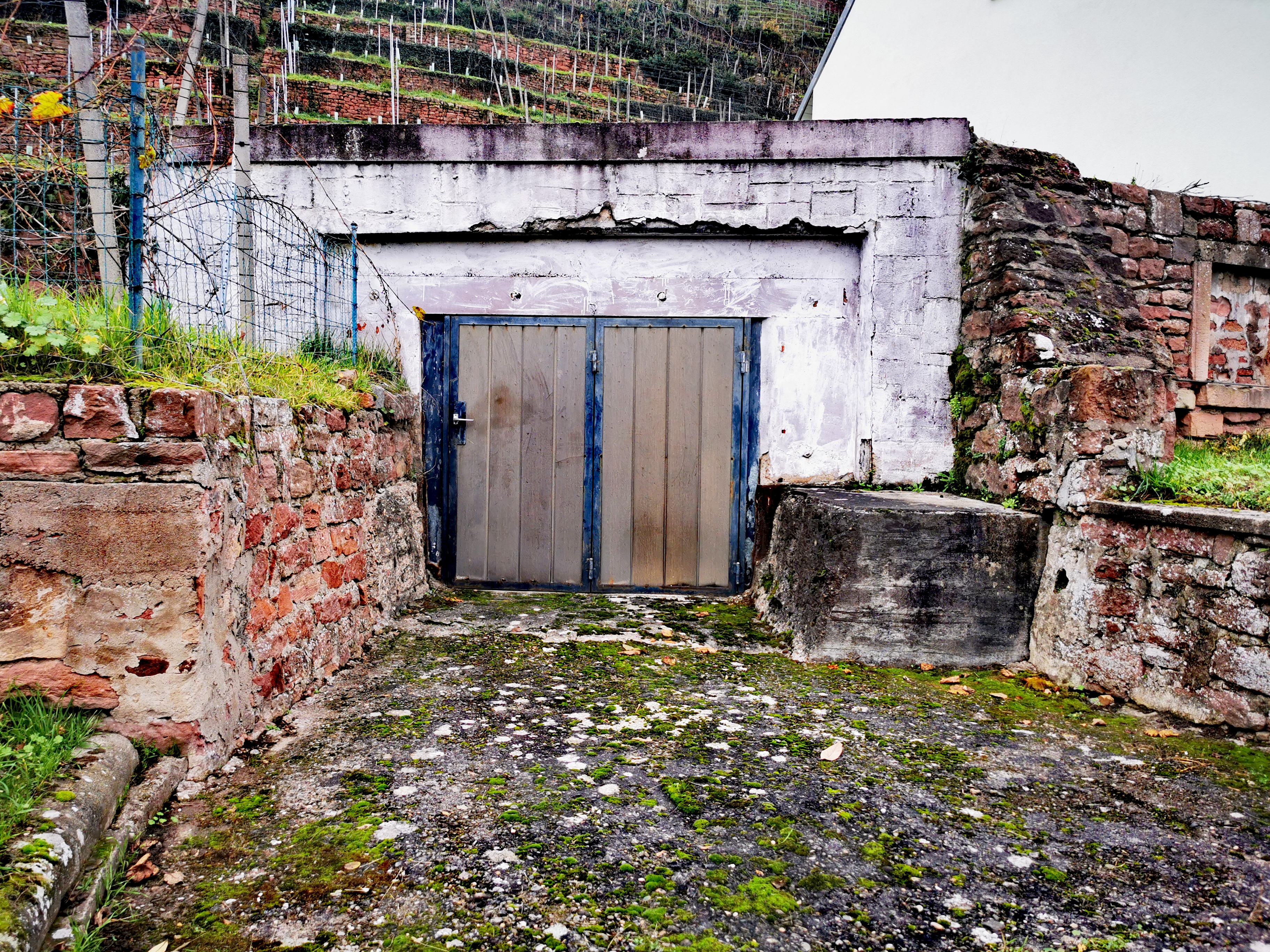
Der Zerstörung und Sprengung entgangener Bunker 326 in Klingenberg am Main wurde zur Garage umgerüstet

Die Sprengung der Bunker erfolgte nach einem festgelegten Prozess: Dabei wurden die Sprengladungen so angebracht und dosiert, dass die Bunkerdecke abgehoben wurde, sich drehte und im Idealfall wieder auf dem Bauwerk zu liegen kam. An dieser Stelle zerbrach sie und zerschlug zugleich die innere Struktur der Anlage. Gleichzeitig sprengte die Druckwelle Türen und die Schartenplatte heraus.
Bis Dezember 1947 waren bis auf wenige Ausnahmen alle Stellungen unbrauchbar gemacht worden. Die Bunkerruine standen nach wie vor im Eigentum des Reichsfiskus, jedoch wurde in der Bevölkerung oft angenommen, die Bauwerke wären aufgrund des verlorenen Krieges herrenlos geworden und die herumliegenden Stahlteile ständen zur freien Verfügung. Deshalb kam es in der Folge zu einer Vielzahl von Diebstählen. Auch die Stahlindustrie zeigte gegen Ende der 1940er Jahre starkes Interesse an der Bergung des Stahlschrottes. Die Panzerteile waren bereits 1951 großteils aus den Bunkern verschwunden.
In den frühen 1960er Jahren bemühte sich die Bundesvermögensverwaltung die Ruinengrundstücke an die ehemaligen Eigentümer zurückzugeben. Die zerstörten Stellungen stufte man als Gefahrenquelle für die Bevölkerung ein und es wurde ein Abbruch der Trümmerhaufen gefordert. 1963 zäunte man 44 Ruinen mit Stacheldraht ein. Viele der zerstörten Stellungen wurden beseitigt oder in den nachfolgenden Jahrzehnten mit Erde zugeschüttet. Einige Bunkerruinen hat man als Mahnmal zum Frieden sichtbar gelassen. Auch heute noch kann man diese Relikte der ehemaligen Wetterau-Main-Tauber-Stellung in der Landschaft erkennen.
| Mehrere Bunker sind Zerstörung und Sprengung entgangen (Stand 1997). Einige der Anlagen wurden mittlerweile beseitigt: \| Nr. \| Regelbau \| Ort \| Bemerkung \| \| --- \| ------------------ \| -------------- \| ---------------------- \| \| 13 \| Regelbau 1 \| Büdingen \| Eingang verfüllt \| \| 55 \| Regelbau 2 \| Lieblos \| gut sichtbar \| \| 58 \| Regelbau 27 \| Gelnhausen \| Panzerteile \| \| 59 \| Regelbau 1 \| Gelnhausen \| Panzerteile \| \| 60 \| Regelbau 1 \| Gelnhausen \| Panzerteile \| \| 62 \| Regelbau 18 \| Gelnhausen \| Panzerteile \| \| 144 \| Regelbau 1 \| Michelbach \| in Wohnhaus integriert \| \| 193 \| Regelbau 2 \| Kleinostheim \| übererdet \| \| 214 \| Scheinanlage \| Strietwald \| sichtbar \| \| 224 \| Regelbau 1a \| Nilkheim \| Panzerteile \| \| 278 \| Regelbau 2 \| Kleinwallstadt \| in Wohnhaus integriert \| \| 279 \| Regelbau 2 \| Kleinwallstadt \| Kampfstand zerstört \| \| 280 \| Sonderkonstruktion \| Kleinwallstadt \| gut sichtbar \| \| 295 \| Regelbau 1 \| Elsenfeld \| als Gartenhaus genutzt \| \| 326 \| Regelbau 1 \| Klingenberg \| als Garage genutzt \| \| 328 \| Regelbau 1 \| Klingenberg \| Panzerteile \| \| 329 \| Regelbau 5a \| Klingenberg \| Eingang verfüllt \| |                    |                |                        |
| Nr. | Regelbau           | Ort            | Bemerkung              |
| 13 | Regelbau 1         | Büdingen       | Eingang verfüllt       |
| 55 | Regelbau 2         | Lieblos        | gut sichtbar           |
| 58 | Regelbau 27        | Gelnhausen     | Panzerteile            |
| 59 | Regelbau 1         | Gelnhausen     | Panzerteile            |
| 60 | Regelbau 1         | Gelnhausen     | Panzerteile            |
| 62 | Regelbau 18        | Gelnhausen     | Panzerteile            |
| 144 | Regelbau 1         | Michelbach     | in Wohnhaus integriert |
| 193 | Regelbau 2         | Kleinostheim   | übererdet              |
| 214 | Scheinanlage       | Strietwald     | sichtbar               |
| 224 | Regelbau 1a        | Nilkheim       | Panzerteile            |
| 278 | Regelbau 2         | Kleinwallstadt | in Wohnhaus integriert |
| 279 | Regelbau 2         | Kleinwallstadt | Kampfstand zerstört    |
| 280 | Sonderkonstruktion | Kleinwallstadt | gut sichtbar           |
| 295 | Regelbau 1         | Elsenfeld      | als Gartenhaus genutzt |
| 326 | Regelbau 1         | Klingenberg    | als Garage genutzt     |
| 328 | Regelbau 1         | Klingenberg    | Panzerteile            |
| 329 | Regelbau 5a        | Klingenberg    | Eingang verfüllt       |

## Beschreibung der Linie
| Abkürzungen der Abschnitte \| Kürzel \| Bedeutung \| \| ------ \| ------------- \| \| Bü \| Büdingen \| \| Ge \| Gelnhausen \| \| Hk \| Hahnenkamm \| \| A \| Aschaffenburg \| \| Ob \| Obernburg \| \| Mi \| Miltenberg \| |               |
| Kürzel | Bedeutung     |
| Bü | Büdingen      |
| Ge | Gelnhausen    |
| Hk | Hahnenkamm    |
| A | Aschaffenburg |
| Ob | Obernburg     |
| Mi | Miltenberg    |

Karte der Anlagen an der Wetterau-Main-Tauber-Stellung

Die ursprünglich geplante Wetterau-Main-Tauber-Linie hatte eine Länge von rund 200 km. Errichtet wurde davon weniger als die Hälfte. Die meisten Anlagen wurden nach dem Krieg gesprengt, viele in den nachfolgenden Jahrzehnten mit Erde zugeschüttet. Die Linie unterteilte sich in die Abschnitte: Ranstadt (nie errichtet), Büdingen, Gelnhausen, Hahnenkamm, Aschaffenburg, Obernburg und Miltenberg. Wie der Bereich Ranstadt wurden auch die Abschnitte Wertheim, Tauberbischofsheim, Lauda, Bad Mergentheim und Röttingen nie verwirklicht. Anfänglich wurden die geplanten Anlagen mit dem Kürzel der Abschnittsbezeichnung und Zahlen oder Buchstaben durchnummeriert. Da viele dieser Stellungen nie errichtet wurden, hat man später eine neue laufende Nummer über die Abschnitte hinaus vergeben. So bekamen beispielsweise der Bunker „Bü 59“ die neue Nummer 1 oder „Mi 47 a“ wurde zur 329. In folgenden Orten standen Anlagen der Wetterau-Main-Tauber-Stellung:
| Büdingen: (Nr.: 1–37) - Büdingen - Hain-Gründau - Gettenbach Gelnhausen: (Nr.: 38–133) - Lieblos - Roth - Hailer - Meerholz - Niedermittlau - Lützelhausen - Bernbach - Horbach - Altenmittlau Hahnenkamm: (Nr.: 134–161) - Altenmittlau - Neuses - Michelbach - Wasserlos - Hörstein | Aschaffenburg: (Nr.: 162–260) - Dettingen am Main - Kleinostheim - Mainaschaff - Strietwald - Aschaffenburg - Nilkheim - Schweinheim - Obernau - Sulzbach am Main Obernburg: (Nr.: 261–325) - Kleinwallstadt - Elsenfeld - Erlenbach am Main Miltenberg: (Nr.: 326–329) - Klingenberg am Main |

### Belüftungssystem und Festungskabelnetz

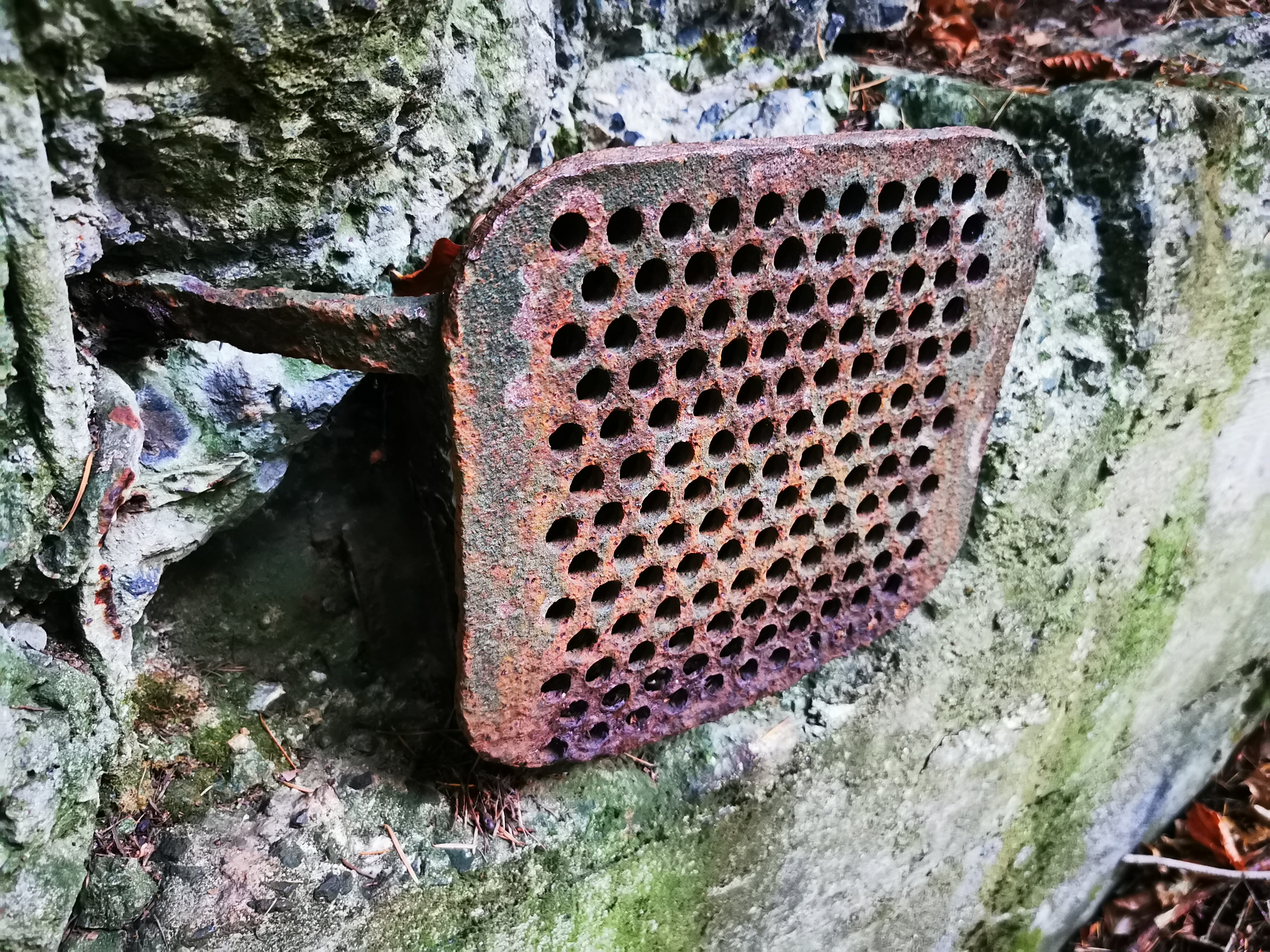
Gepanzertes Lüftungsgitter am Bunker 142

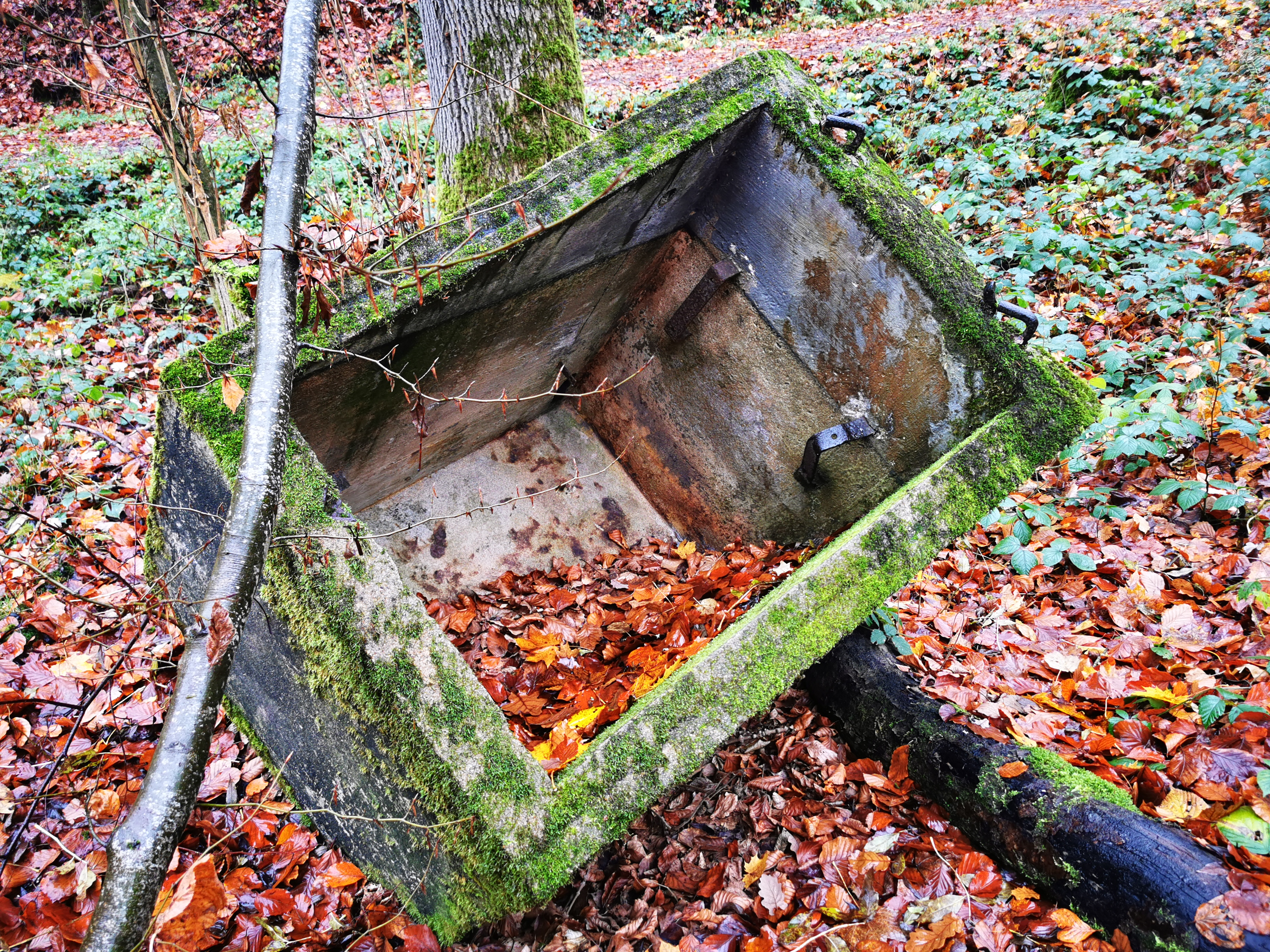
Zerstörter Kabelbrunnen in der Nähe von Horbach

Selbst 1930 neu entwickelte deutsche Bunker waren Gasangriffen schutzlos ausgeliefert. Seit einem Lehrgang der Festungsbaugruppen im Jahr 1935 werden alle Stellungen mit Gegenmaßnahmen ausgestattet. Auch alle Bunker der Wetterau-Main-Tauber-Stellung besaßen ein ausgeklügeltes Belüftungs- und Filtersystem, um Gaseintritt zu verhindern. Ein Drehkolbengebläse saugte an 8 mm starken, gepanzerten Lüftungsgittern Frischluft an und erzeugte im Bauwerk einen Überdruck, der gasbelastete Luft nach außen presste. In Anlagen ab 1937 wurden alle wichtigen Räume mit einem Luftzug durchströmt.
Alle Stellungen waren über ein Festungskabelnetz miteinander verbunden, sodass die rückwärtigen Führungsstäbe Kontakt zu diesen hatten. Es war in Abschnitte gegliedert, die denen der Bunkerlinie entsprachen (Büdingen, Gelnhausen, Hahnenkamm, Aschaffenburg, Obernburg, Miltenberg). Weitere Unterabschnitte waren in alphabetischer Reihenfolge angeordnet. Mit Fernsprechern an den Bunkerinnenwänden, die an eingelassenen Holzdübeln montiert waren, konnten die Besatzungen verschiedener Stellungen miteinander kommunizieren. Auch Telefonate ins Hinterland waren möglich.
Die Telefonzuleitungen der Anlagen zweigten von sogenannten Kabelbrunnen in der Nähe der Bunker ab und wurden zur Tarnung bis zu drei Meter unter der Erde verlegt. Die insgesamt 140 Kabelbrunnen waren Knotenpunkte, die man in gepanzerten, brunnenähnlichen Schächten aus Beton in regelmäßigen Abständen unterirdisch anbrachte. Sie waren durch eine Stahlplatte abgeschlossen und befanden sich meist auf der Leeseite der Linie. Der Verlauf der Telefonkabel wurde durch sogenannte Kabelsteine oberflächlich markiert. Das vieladrige Hauptfernmeldekabel begann bei Bergheim und verlief über Dudenrod, östlich an Büdingen vorbei nach Gelnhausen. Weiter über Linsengericht nach Geiselbach in Bayern und von dort nach Brücken. Nach dem Krieg wurden die Stahlabdeckungen sowie die eingebaute Technik entfernt. Einige Markiersteine und etwa 70 Kabelbrunnen sowie das Hauptkabel auf seiner gesamten Länge, sind noch erhalten.

### Stellungen

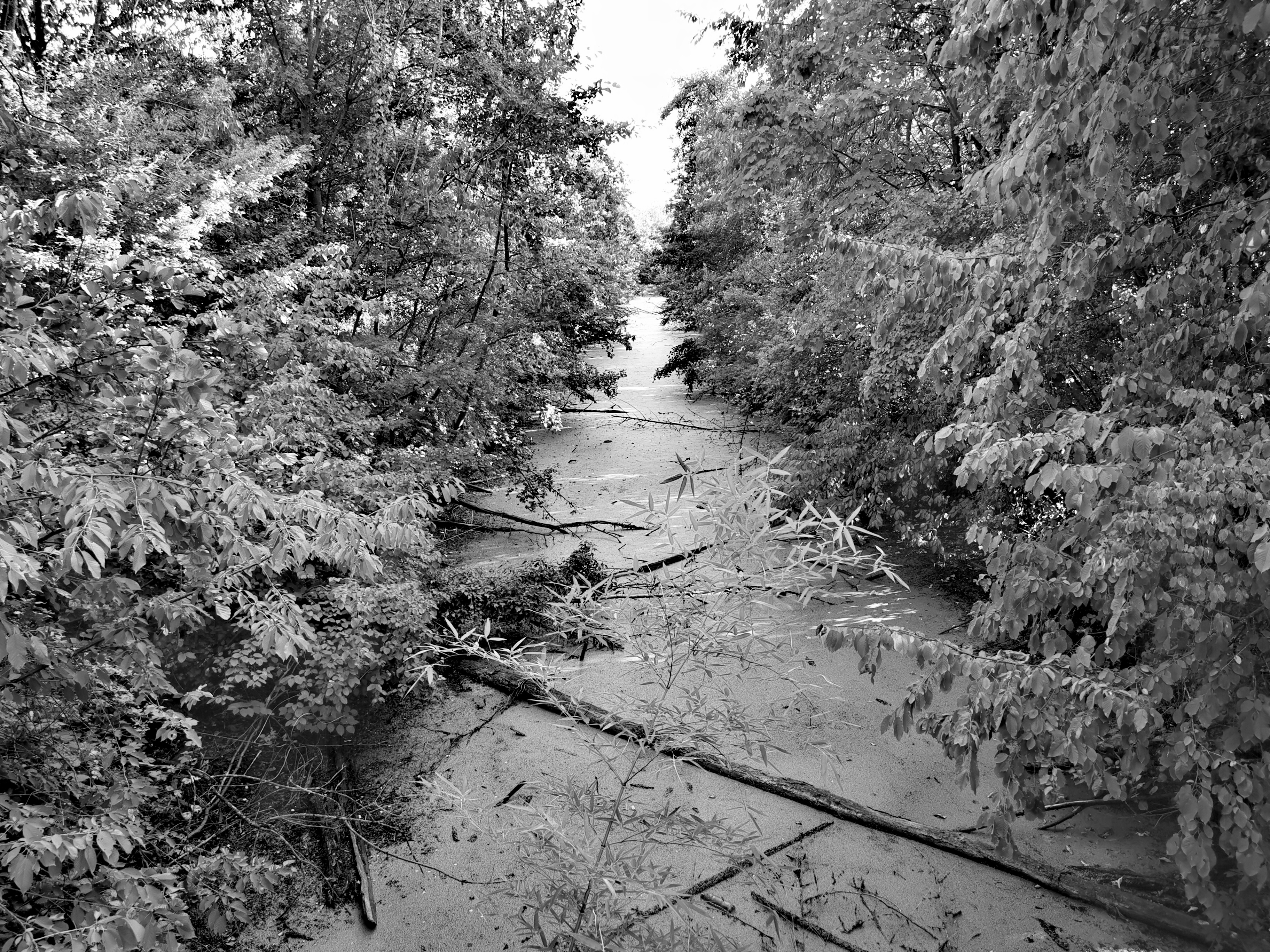
Der wassergefüllte Panzergraben zwischen Hailer und Lieblos

Plan eines Regelbau 1 nach Zeichnung 170B9.
Zu sehen sind Kampfraum / Bereitschaftsraum (rot), Gasschleuse (gelb), Panzertür (unten), Notausgang (rechts) und Panzerplatte mit Maschinengewehr (oben).

Die Verteidigungslinie bestand vorwiegend aus Regelbauten 1 (MG-Schartenstand) und 2a (MG-Schartenstand mit Einheitsgruppe) sowie der Gruppenunterstand 117 B8 II. Außerdem existierten Scheinstände. Man errichtete für die Artilleriebeobachtunghochstände und MG-Hochstände lediglich die Fundamentplatten. Das Material für die 13 t schweren und 8 m hohen Türme wurde in unmittelbarer Nähe in Schuppen eingelagert, sodass diese im Kriegsfall aufgebaut werden konnten. Auch Infanteriehindernisse wie Stacheldraht wurden vorerst noch nicht aufgebaut. Die Artillerie sollte in Feldstellungen hinter der eigentlichen Linie in Stellung gehen, und von den vorgeschobenen Beobachtungsständen geführt werden. Als aktive Panzerabwehr waren 3,7 cm PAK-Geschütze in Feldstellungen vorgesehen. An mehreren Stellen der Verteidigungslinie wurden bis zu 3,5 m lange Holzpfähle mit von Dieselmotoren betriebenen Rammen in den Boden getrieben und Wassergräben ausgehoben.
Folgende Tabelle enthält eine Auflistung aller in der Wetterau-Main-Tauber-Stellung errichteten Anlagentypen. Die Spalte „Regelbau“ gibt die seit dem 14. November 1936 vergebene Regelbaunummer an. Diese gab es teilweise noch in der Bauweise (BW) „a“. Zuvor existierten nur Zeichnungsnummern (ZN). In der Spalte „Anzahl“ wird angezeigt, wie oft die jeweilige Anlage in der Wetterau-Main-Tauber-Stellung vorkam:
| Regelbau    | BW                | Funktion                                                            | ZN              | Anzahl |
| ----------- | ----------------- | ------------------------------------------------------------------- | --------------- | ------ |
| Regelbau 1  |                   | MG-Schartenstand                                                    | 170 B9          | 102    |
| Regelbau 1  |                   | MG-Schartenstand                                                    | 505 B01         | 5      |
| Regelbau 1  | a                 | MG-Schartenstand                                                    | 181 B9          | 2      |
| Regelbau 2  |                   | MG-Schartenstand mit Einheitsgruppe                                 | 171 B9          | 17     |
| Regelbau 2  |                   | MG-Schartenstand mit Einheitsgruppe                                 | 506 B01         | 1      |
| Regelbau 2  | a                 | MG-Schartenstand mit Einheitsgruppe                                 | 172 B9          | 57     |
| Regelbau 4  |                   | MG-Schartenstand mit Kleinstglocke & Einheitsgruppe                 | 174 B9          | 2      |
| Regelbau 5  | a                 | Doppel-MG-Schartenstand                                             | 803 B2          | 1      |
| Regelbau 6  |                   | Doppel-MG-Schartenstand mit Einheitsgruppe                          | 176 B9          | 4      |
| Regelbau 9  |                   | MG-Schartenstand mit Scharten- & Deckenplatte                       | 179 B9          | 18     |
| Regelbau 10 | a                 | MG-Schartenstand mit Einheitsgruppe                                 | 172 B9          | 1      |
| Regelbau 16 |                   | Doppel-MG-Schartenstand mit Einheitsgruppe und Beobachter           | 188 B9          | 1      |
| Regelbau 18 |                   | PAK-Unterstellraum mit Bereitschaftsraum                            | 111 B8 / 190 B9 | 2      |
| Regelbau 22 |                   | Kompanieführerstand mit MG-Schartenanlage                           | 194 B9          | 2      |
| Regelbau 23 |                   | MG-Schartenstand mit Zwei- oder Dreischartenkuppel                  | 195 B9          | 6      |
| Regelbau 24 |                   | MG-Schartenstand mit Zwei- oder Dreischartenkuppel & Einheitsgruppe | 196 B9          | 6      |
| Regelbau 27 |                   | Batallionsgefechtsstand                                             | 199 B9          | 1      |
| Regelbau 28 |                   | Artilleriebeobachtungsstand                                         | 200 B9          | 2      |
| Regelbau 28 | a                 | Artilleriebeobachtungsstand mit MG-Schartenanlage                   | 808 B2          | 1      |
|             |                   | Gruppenunterstand mit Kleinstglocke                                 | 117 B8 I        | 2      |
|             | Gruppenunterstand | 117 B8 II                                                           | 28              |        |
|             | Gruppenunterstand | 117 B8 III                                                          | 2               |        |
| -           |                   | Unterstand für Artilleriebeobachter                                 | 123 B8          | 3      |
| -           |                   | Hochstand für MG                                                    |                 | 14     |
| -           |                   | Hochstand für Artilleriebeobachter                                  |                 | 8      |
| -           |                   | Scheinanlagen                                                       |                 | 29     |
| -           |                   | Sonderkonstruktionen                                                |                 | 12     |

#### Regelbauten
Die Stellungen der Wetterau-Main-Tauber-Linie wurden auf Grundlage von Standardplänen errichtet. Dies erwies sich als wirtschaftlicher, da man für bestimmte taktische Situationen auf bestimmte Bauwerkstypen zurückgreifen konnte. Diese Grundbautypen, die zunächst nur nach ihrer Funktion wie „MG-Schartenstand“ unterschieden wurden, trugen noch keine Regelbaunummern, sondern wurden zunächst bestimmten Zeichnungsnummern zugeordnet. So hat man zum Beispiel den Bunker 113 bei Bernbach nach der Zeichnungsnummer 172 B9 geplant, auf das örtliche Gelände abgeändert und auf dieser Basis gebaut.
Ab November 1936 wurden von den Festungspionierdienststellen die Regelbaulisten erstellt, in die Entwürfe der vorherigen Jahre einflossen. Ein Bunker beispielsweise nach Schema 172 B9 wurde zum „Regelbau 2a“. Keine der Stellungen war identisch, die Anlage als Einzelentwurf beruht nur auf Grundlage eines Regelbaus. In einem bestimmten Bauabschnitt stellte man fest, dass von den dortigen 123 Anlagen nur 73 dem Begriff Regelbau im engeren Sinn entsprachen.

#### Beschreibung einzelner Bunker

##### Bunker 13
Der Bunker mit der laufenden Nummer 13 (zuvor Bü 95) (Lage) ist einer von zwei heute noch bestehenden Anlagen in Hessen. Er liegt am östlichen Stadtrand von Büdingen im Tal des Seemenbaches, versteckt unter der Außenterrasse eines privaten Wohnhauses. Im Jahr 1937 wurde er als „MG-Schartenstand“ also als Regelbau 1 (Zeichnungsnr. „170 B9 -abgeändert-“) für eine 4-Mann-Besatzung errichtet.

##### Bunker 205 / Staustufe Mainaschaff

Karte der Staustufe Mainaschaff um 1940

In die 1914–1919 errichtete und heute nicht mehr bestehende Staustufe Mainaschaff wurde im Jahr 1937 der Bunker mit der Nummer 205 (zuvor Nr.: A 95) (Lage) in den Pfeiler integriert und so getarnt. Der Bunker wurde als Sonderkonstruktion und nicht als standardisierter Regelbau errichtet. Der Unterstand für eine 1–9 Mann starke Einheitsgruppe besaß die Baustärke B1. Das Bauwerk diente bei den Kämpfen um Mainaschaff als Gefechtsstand und wurde wie die Staustufe im Jahr 1972 abgerissen. Am oberen Ende der Schleusenfloßgasse befand sich der Bunker 206 (A 102), ein Regelbau 2a.

##### Bunker 224

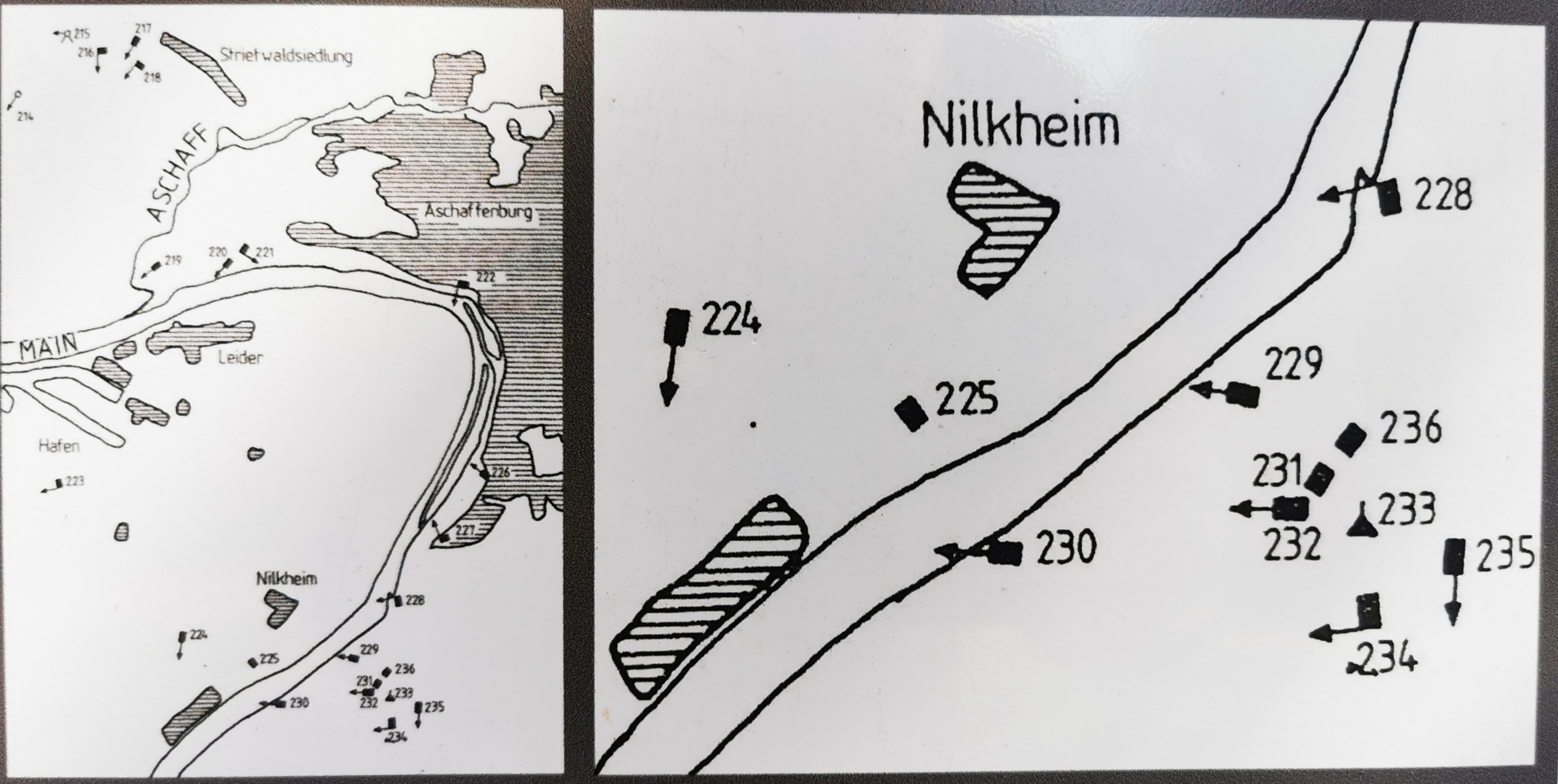
Die Bunker der Wetterau-Main-Tauber-Stellung in Aschaffenburg

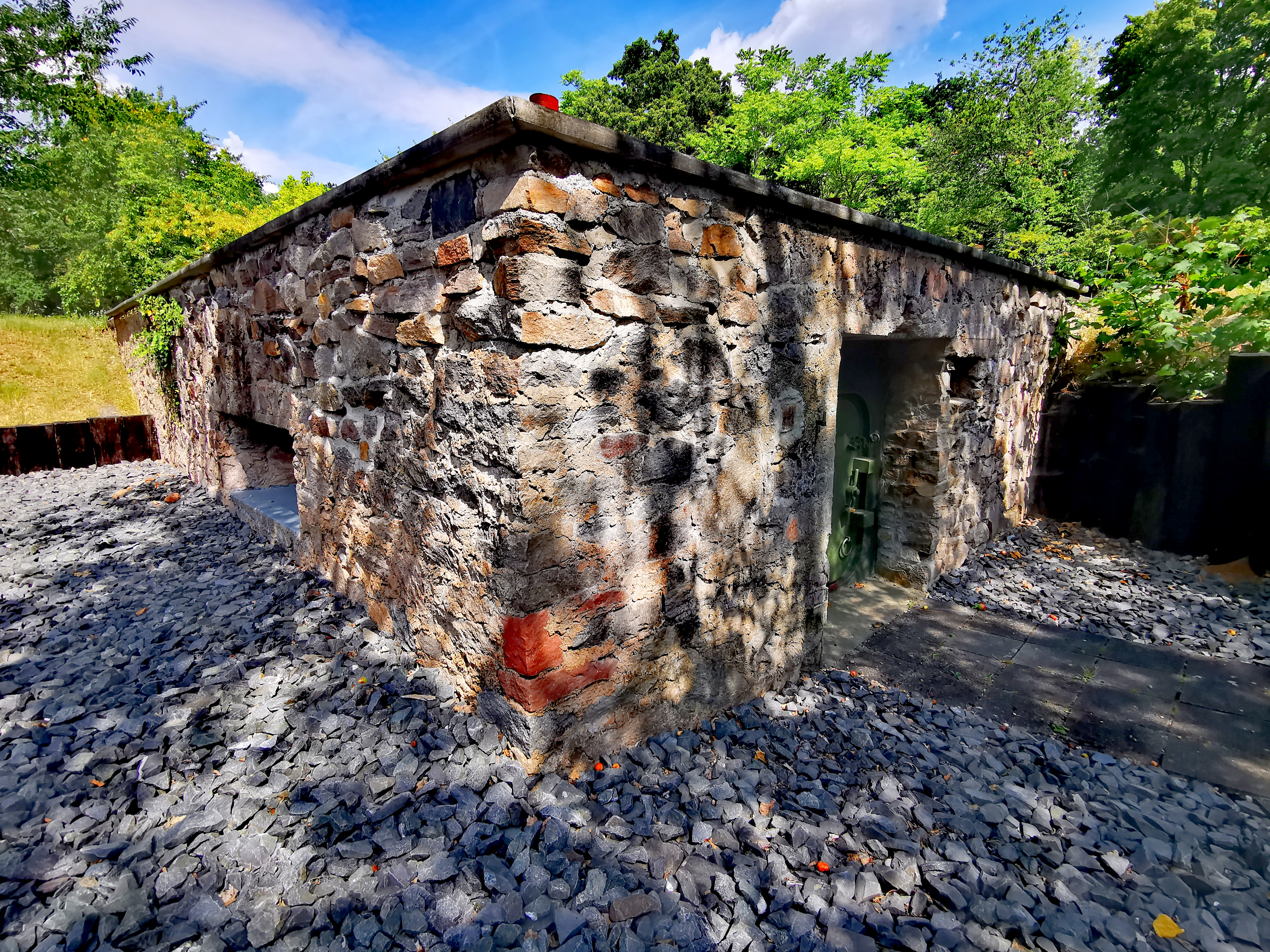
Bunker mit der Nummerierung 224

Der unter Denkmalschutz stehende Bunker mit der laufenden Nummer 224 (zuvor Nr.: A h) (Lage) befindet sich im Aschaffenburger Stadtteil Nilkheim, zwischen Park Schönbusch und altem Bahnhof, direkt am früheren Gleis der Bachgaubahn. Er ist einer von ursprünglich drei Bunkern am linken Ufer des Mains. Die beiden anderen Stellungen 223 (zuvor Nr.: A d) und 225 (zuvor Nr.: A i) bestehen heute nicht mehr.
Mit der Ausbaustufe „C“ ist der Bunker 224 die einzige erhaltene Anlage der Wetterau-Main-Tauber-Linie am Untermain, bei dem alle Panzerteile im Original und komplett erhalten sind. Die meisten anderen Bunker wurden nach dem Zweiten Weltkrieg in den Jahren 1945–1946 von den Amerikanern gesprengt. Dadurch, dass der als Laderampe für den naheliegenden Bahnhof getarnte Bunker von der Bundesbahn verschweißt und die Rampe weiter genutzt wurde, entging er der Zerstörung und Plünderung.
Der Bunker 224 wurde im Jahr 1936 als Regelbau 1, also als MG-Schartenstand, der schwächeren Baustärke „C“, nach dem Schema 505 B01 für eine fünf Mann Besatzung errichtet. Er wurde an der Schartenseite und an seiner linken Seite mit 25 cm starkem Bruchsteinmauerwerk verblendet. Die Schartenöffnung wurde hinter unvermauerten Steinen verborgen und der Eingang mit einer Holztür verblendet, wodurch der Bunker äußerlich nicht mehr als solcher zu erkennen war. Diese Vorpostenstellung sollte einen schnellen gegnerischen Vormarsch in den Mainbogen verzögern und die Nilkheimer Mainbrücke gegen einen aus Richtung Großostheim eindringenden Feind sichern. Die Task Force sollte genau diesen Weg nutzen, um über die Brücke nach Schweinheim vorzudringen. Im Schönbusch waren drei weitere Anlagen vorgesehen, die nach dem Ausbaustopp nicht verwirklicht wurden. Dabei handelte es sich um die Bunker A  e (Unterstand für Einheitsgruppe), A  f (MG-Schartenstand) und A  g (Unterstand für Einheitsgruppe).
Die Bundesbahn verkaufte im Jahr 2002 die Anlage 224, die dann in Privatbesitz überging. Um das Denkmal weiter zu erhalten, begann im November 2011 eine private Interessengemeinschaft damit, den Bunker zu restaurieren und anhand altem Bildmaterial wieder in den Zustand von 1936 zu versetzen. Bis Mai 2013 wurden etwa 1300 ehrenamtliche Arbeitsstunden geleistet und hohe finanzielle Mittel investiert, um den Originalzustand wieder herzustellen. Der Bunker 224 wurde 1945 bei Luftangriffen beim Kampf um Aschaffenburg von der Bevölkerung genutzt. Auf 9 m² fanden bis zu 30 Personen Schutz.

##### Bunker 280 / Staustufe Wallstadt

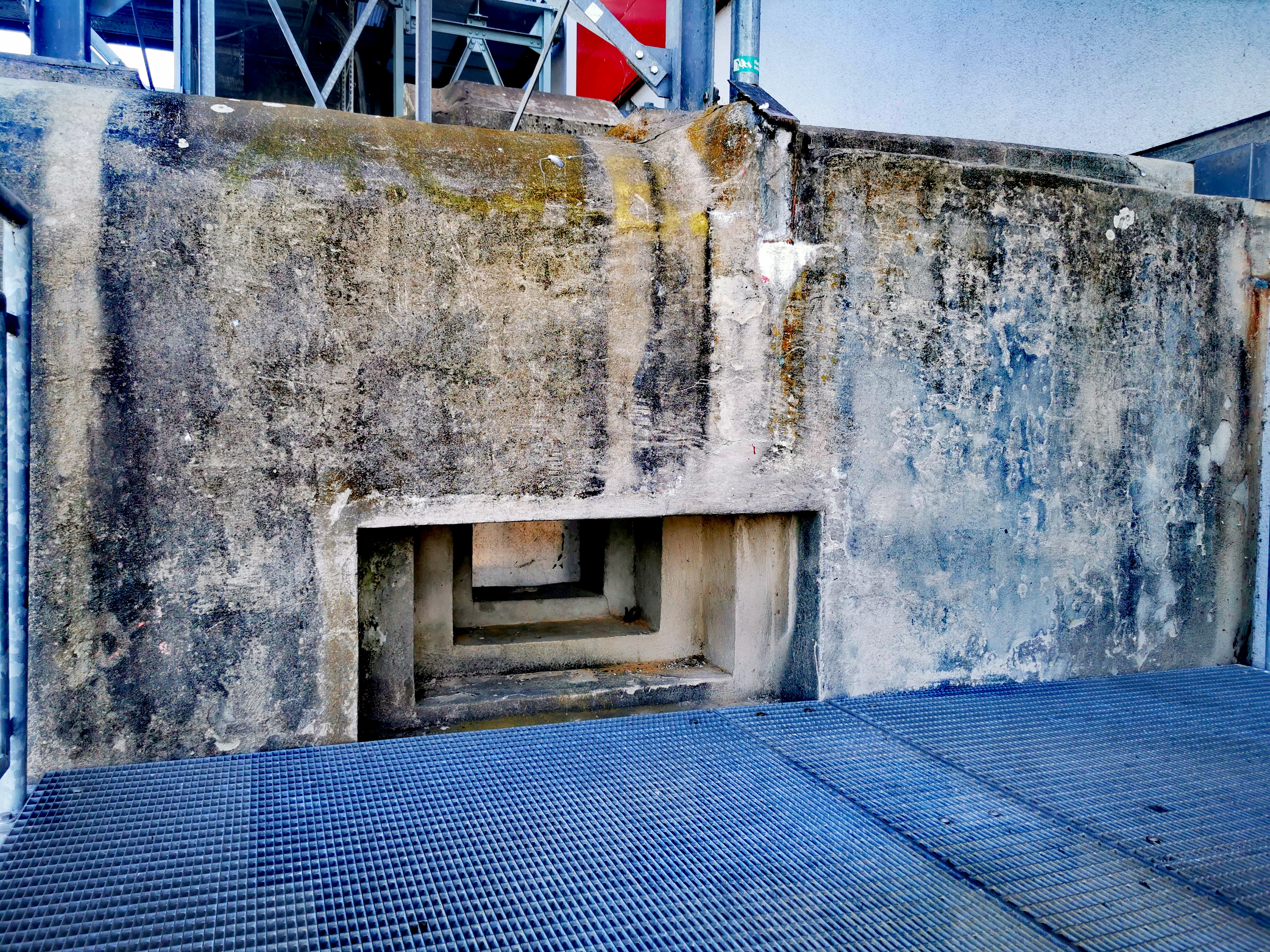
Bunker 280 in der Staustufe Wallstadt mit der südlichen MG-Scharte

Sehenswert ist die Staustufe Wallstadt, die 1936 als Sperrwehr verstärkt und zum Schutz vor feindlicher Inbesitznahme mit dem auch heute noch sichtbaren Bunker mit der Nummer 280 (zuvor Nr.: Ob 41) (Lage) armiert wurde. Sie wurde zeitgleich mit der Wetterau-Main-Tauber-Stellung errichtet und sollte zum Aufstauen des Mains als Hindernis dienen. Außerdem wollte man dadurch das flussaufwärts liegende Ostufer versumpfen lassen. Auf der östlichen Kleinwallstädter Mainseite errichtete man am Turbinenhaus ein Doppel-MG-Schartenstand der Baustärke „C“ als Sonderkonstruktion. Der Bunker hatte wie die meisten C-Bauten keine Luftschleuse. Er war anfangs für eine Besatzung von fünf Mann vorgesehen und wurde später auf die doppelte Anzahl erhöht. Der Bunker wurde damals nicht zerstört und besteht noch heute.

##### Bunker 301

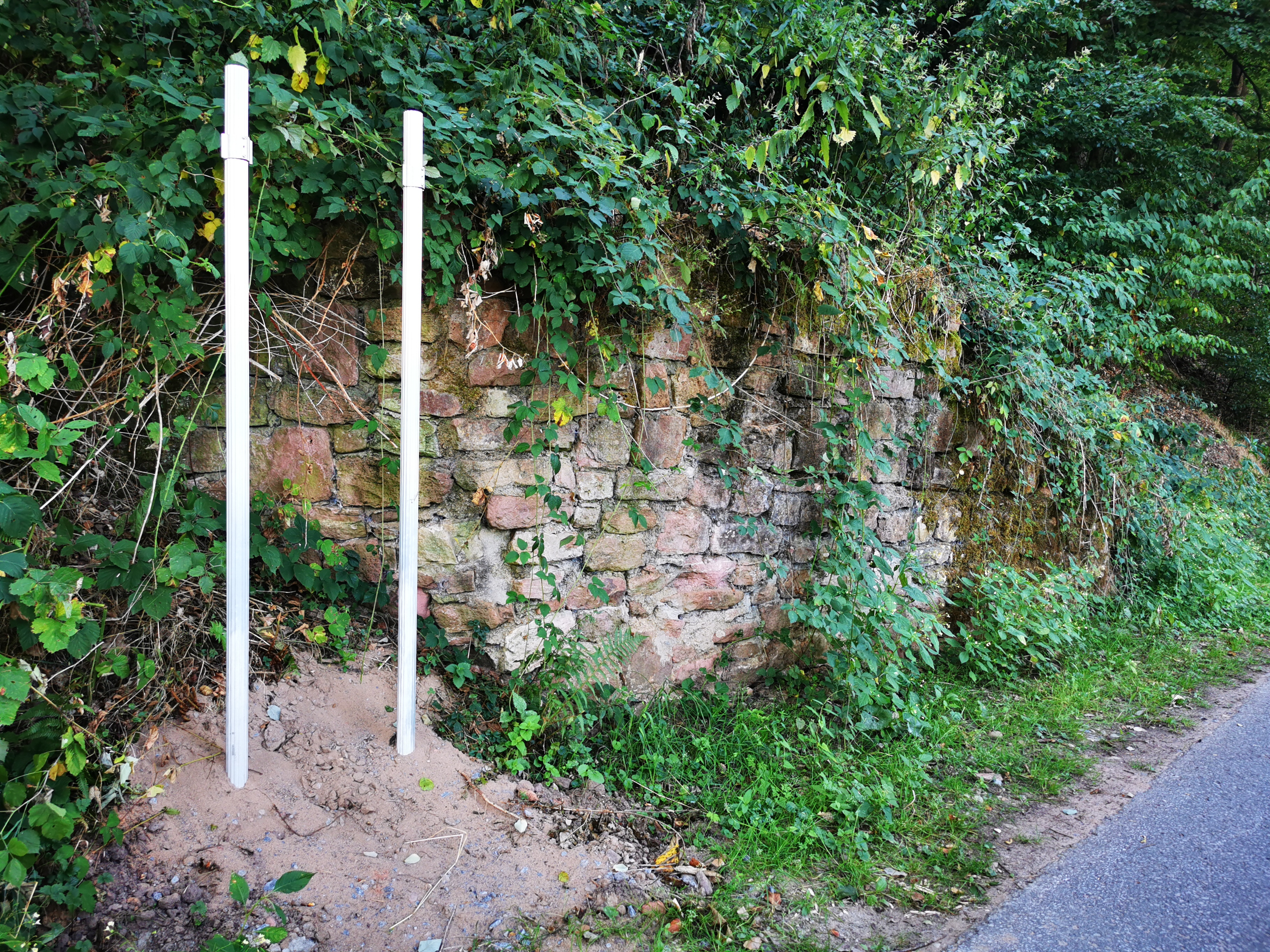
Der mit Sandsteinen verblendete Bunker 301 am Rande des Forstwaldes bei Elsenfeld. (Der asphaltierte Weg am rechten Bildrand war bis 1978 die Trasse der Spessartbahn.)

Der Bunker mit der Nummer 301 (zuvor Nr.: Ob 97) (Lage) befindet sich im gemeindefreien Gebiet Forstwald zwischen Elsenfeld und Rück am südlichen Ufer der Elsava. Er war Teil einer zweiten Stellungslinie entlang des Waldrandes und sollte zusammen mit fünf weiteren Kampfständen und einer Scheinanlage das unteren Elsavatal sperren. Die Hauptlinie wurde am rechten Mainufer errichtet.
Zwischen Herbst 1936 und Frühsommer 1937 baute man den Bunker 301 als Regelbau 1 (Zeichnungsnummer 170 B9) in den Bahndamm der heute nicht mehr bestehenden Spessartbahn und verblendet die Außenwände mit Sandsteinen. Er war für eine Besatzung von fünf Soldaten vorgesehen und wurde mit einem MG 08 bewaffnet. Als Sonderausführung erhielt der Bunker einen zusätzlichen Eingangsstollen. Im Zuge der Entmilitarisierung wurde er nach dem Kriegsende von den Amerikanern gesprengt. Der Innenraum wurde dabei vollständig zerstört. Danach hat man die Panzerteile ausgebaut und verschrottet.
Im Juni 1989 kamen vom Forstamt Kleinwallstadt und dem Markt Elsenfeld Pläne auf, den im Vergleich nur leicht beschädigten Bunker 301 zu einem Fledermausquartier umzugestalten. Durch private Initiative hatte man den Bunker Anfang der 1990er Jahre von außen saniert und anhand der noch vorhandenen Bauunterlagen originalgetreu rekonstruiert. Bei den Panzerteilen handelt es sich um einfache Nachbildungen. Im Jahr 1996 wurde der Wohnraum für Fledermäuse eingerichtet.

## Bildergalerie

Details der Bunker
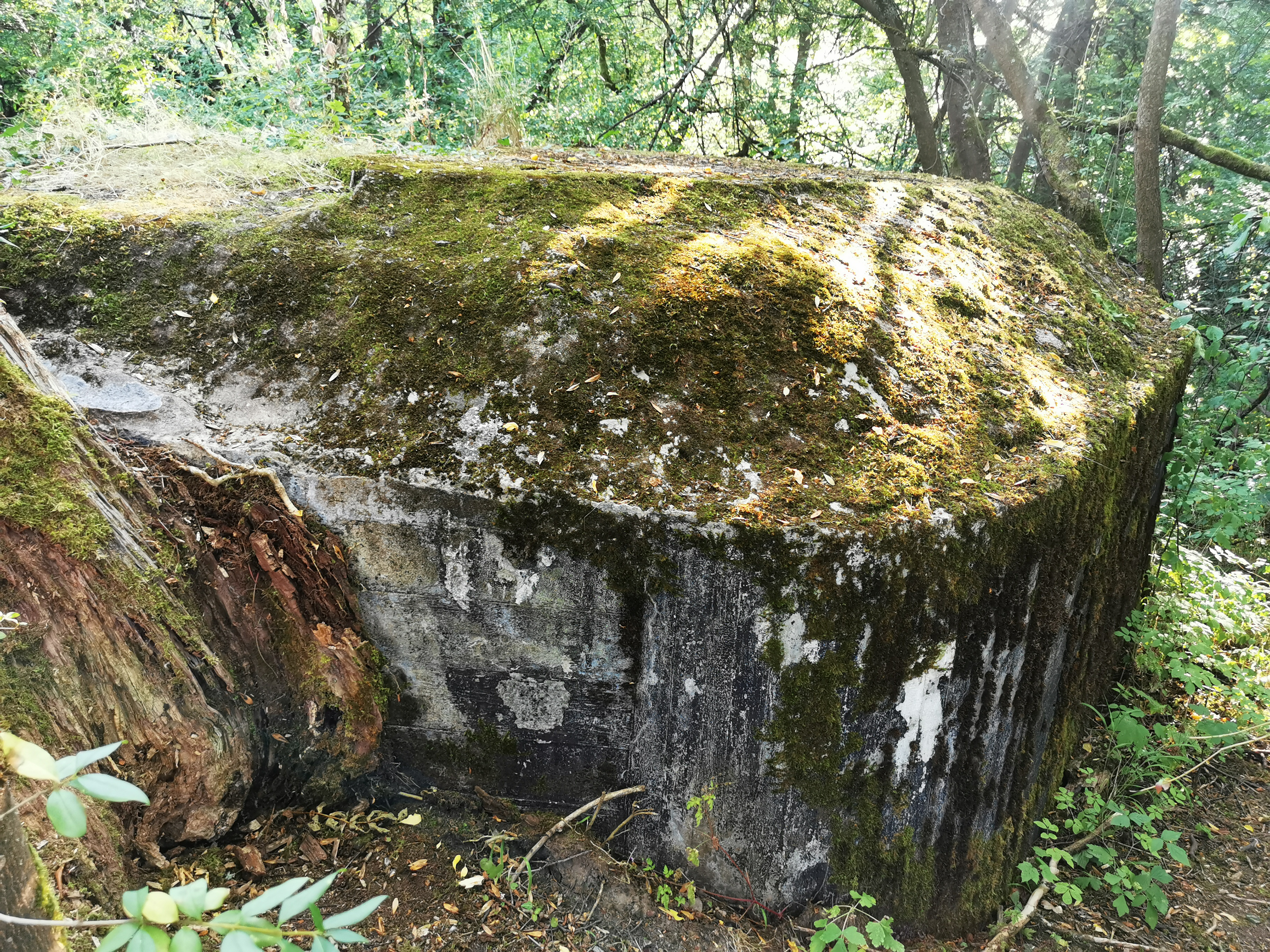
Intakte Wand am Bunker 123
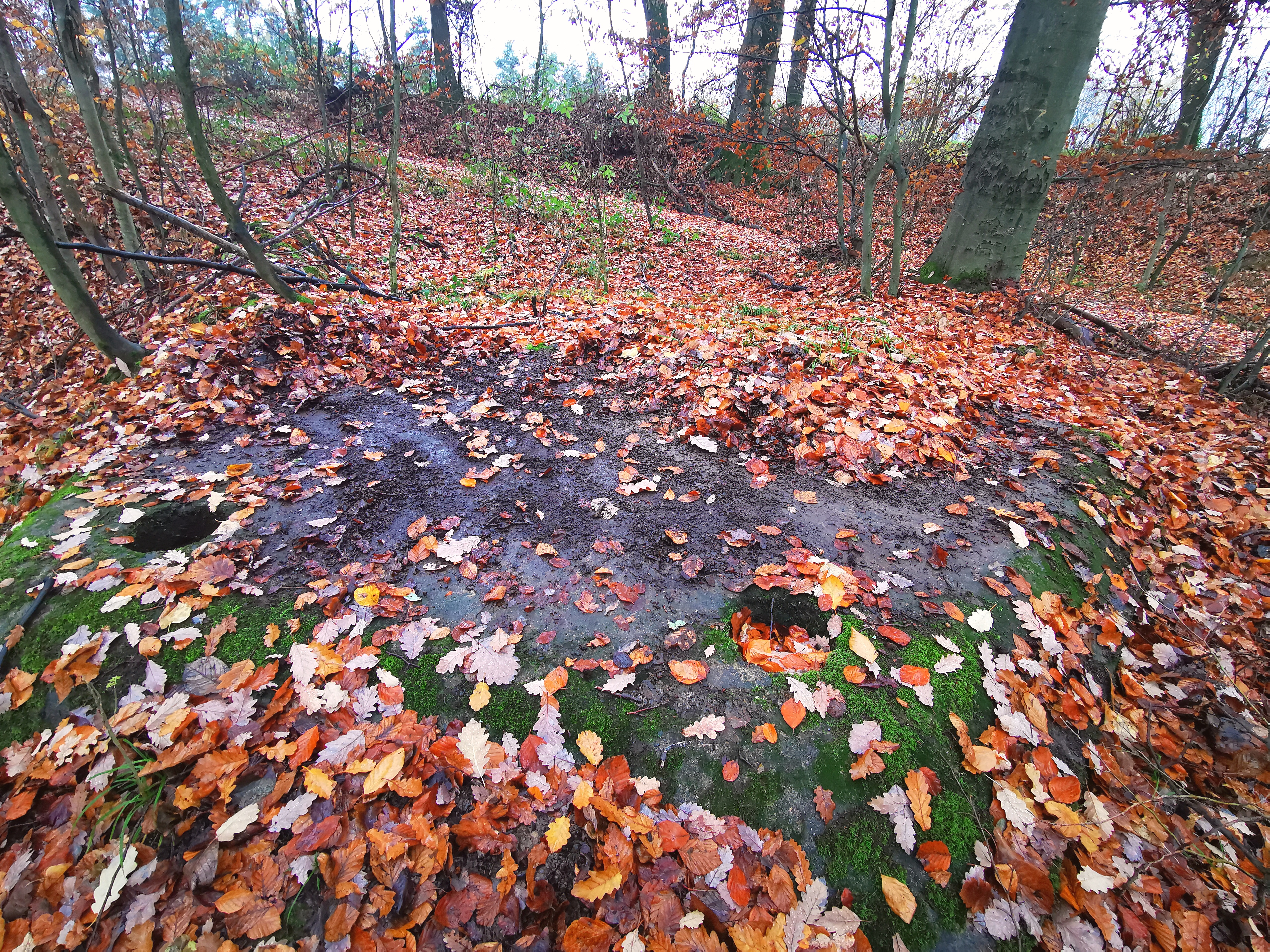
Bauwerk 125: Fundament für MG-Hochstand
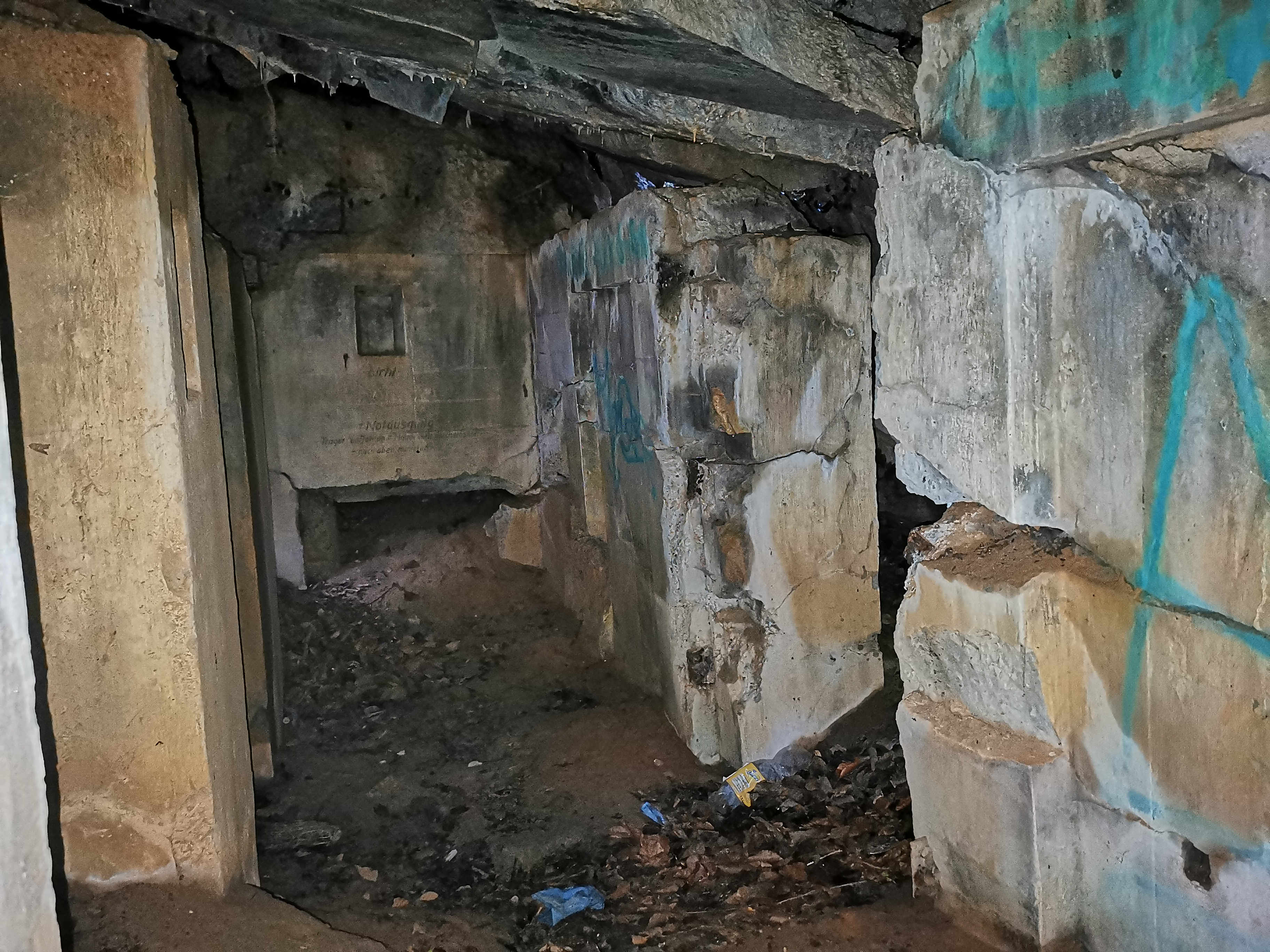
Innenbereich des Bunkers 139
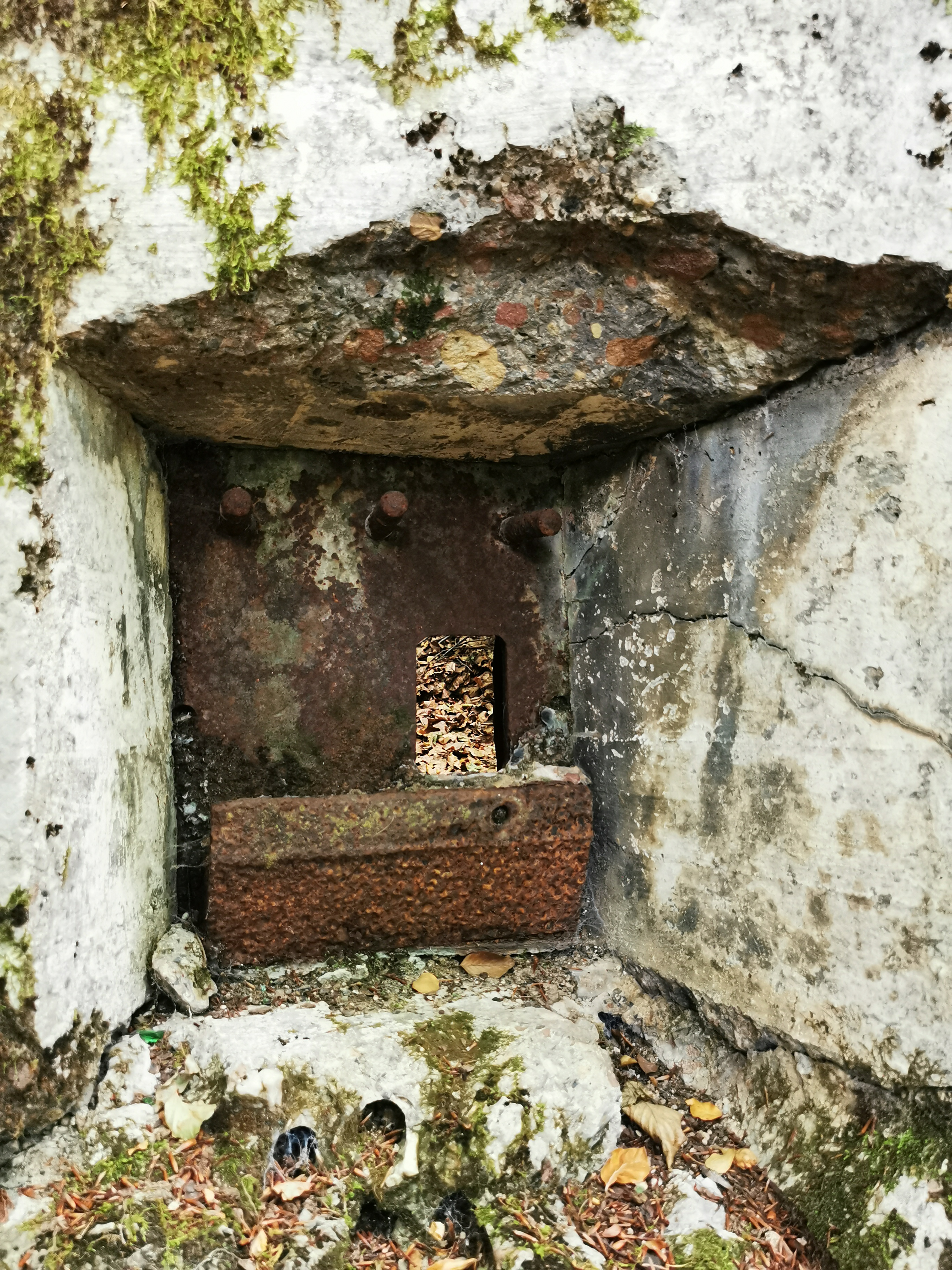
Verschließbare MG-Scharte für Eingangs- verteidigung von innen am Bunker 151
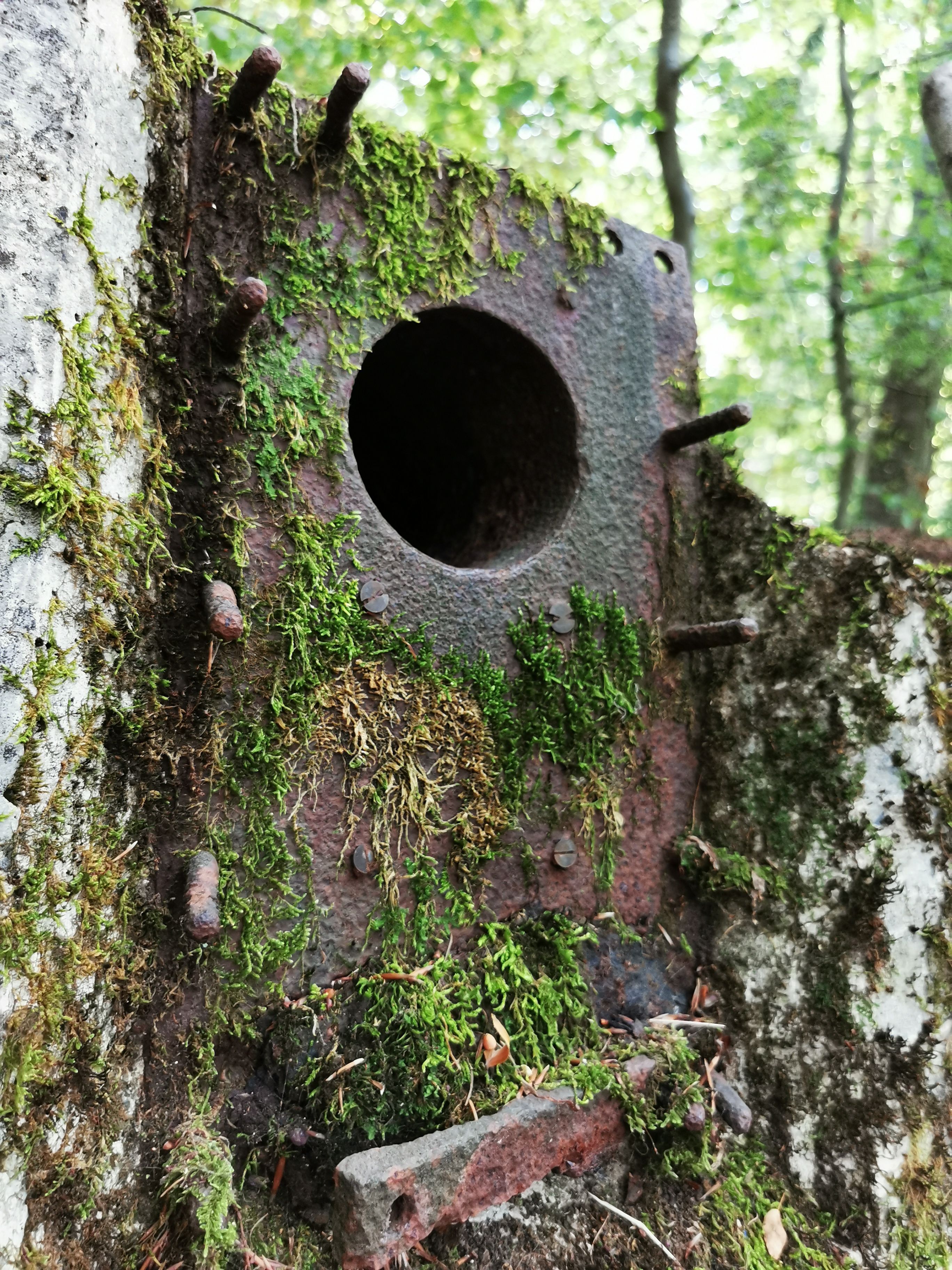
Anschluss- flansch am Bunker 151
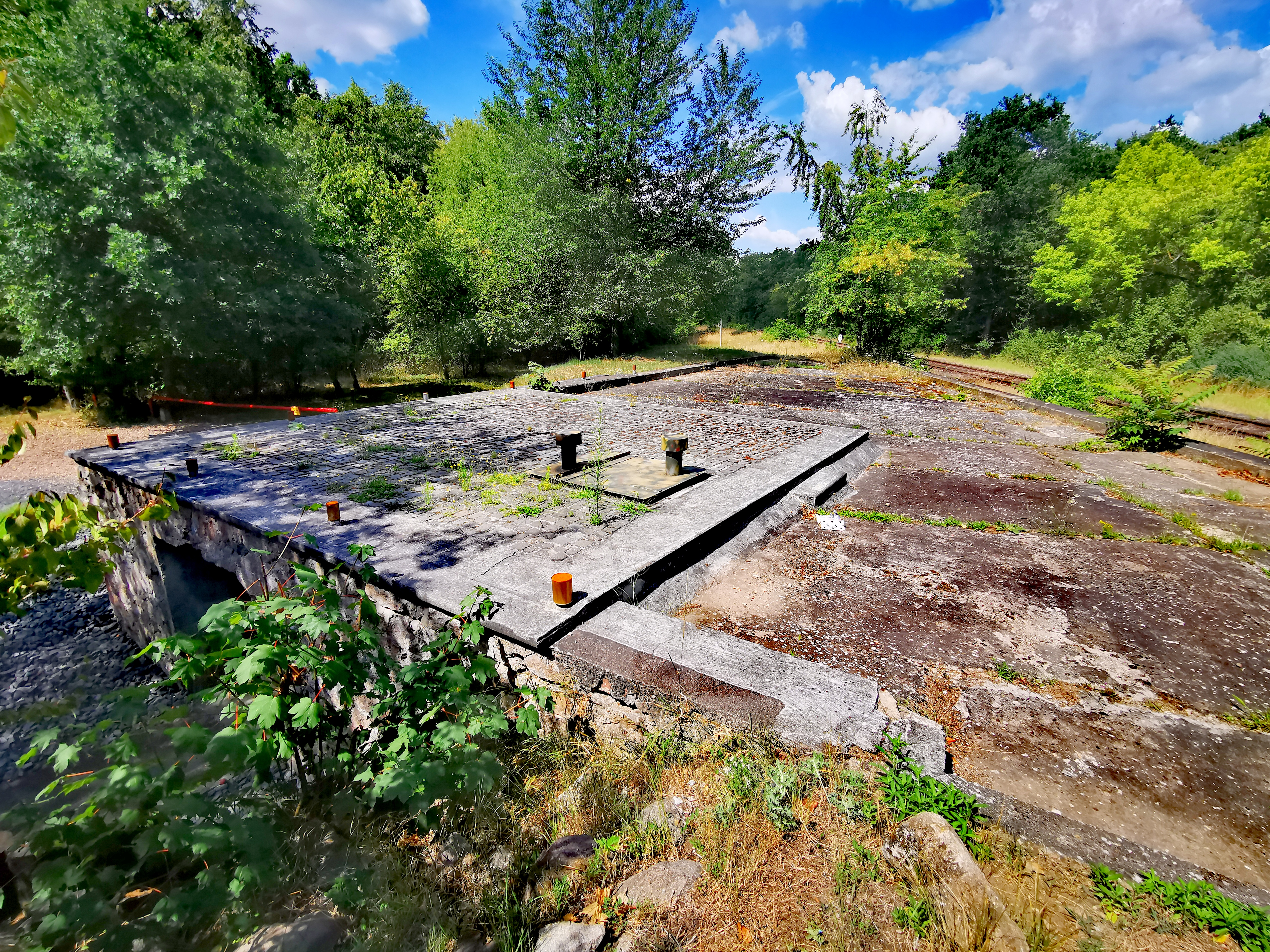
Der als Laderampe getarnte Bunker 224 von oben
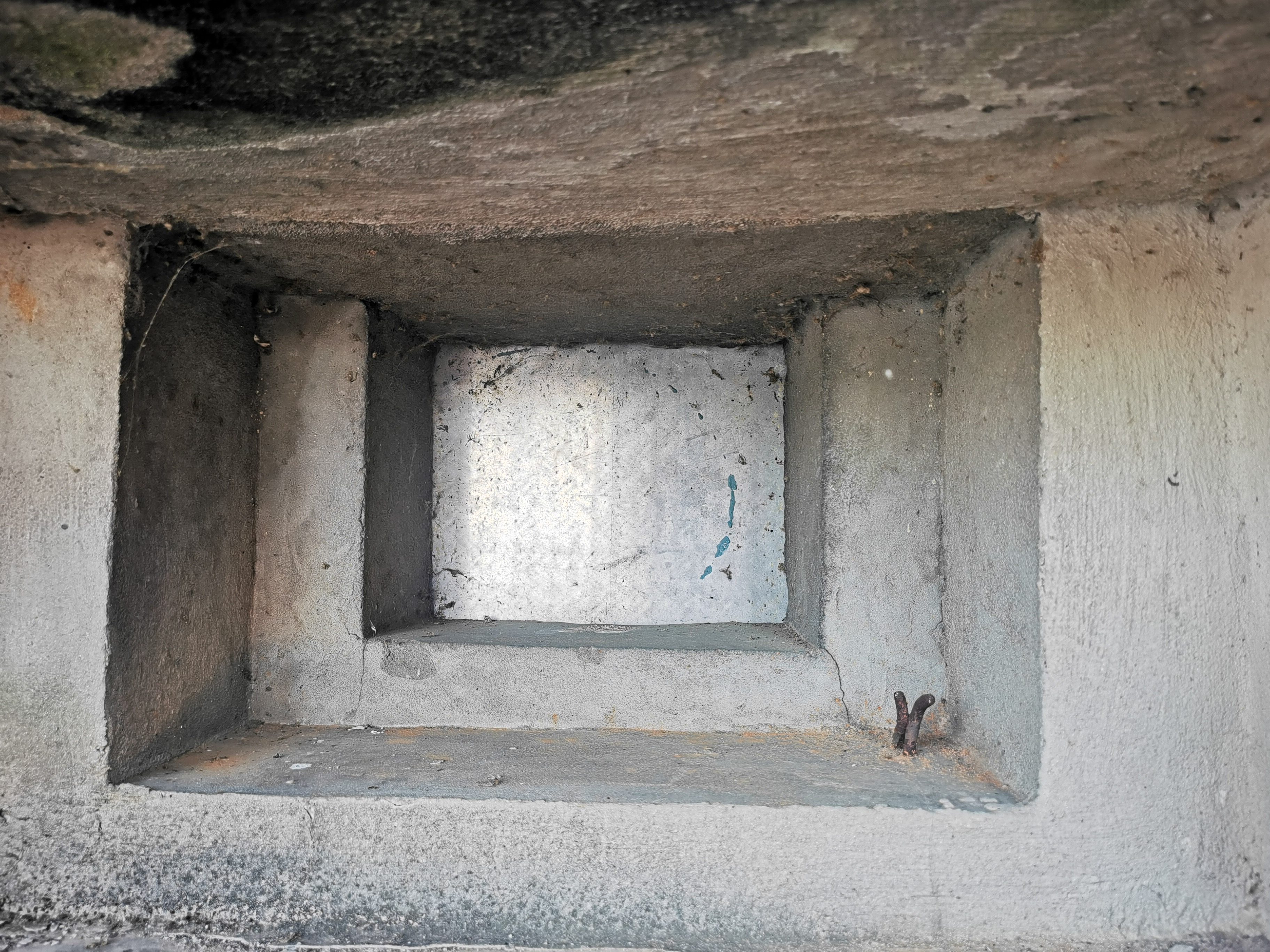
MG-Scharte von außen am Bunker 280
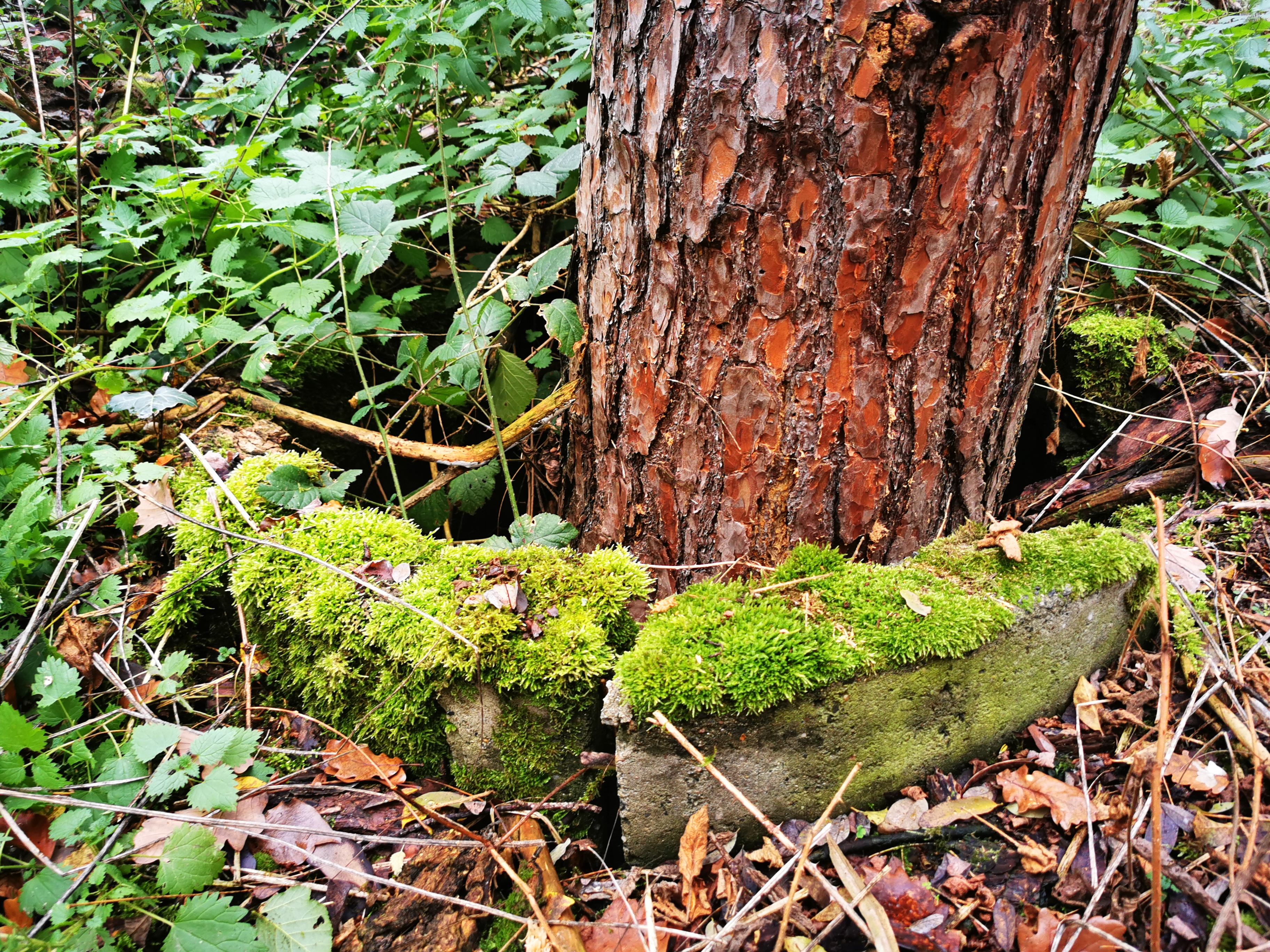
Eingefasster Baumstamm zur Tarnung am Bunker 293
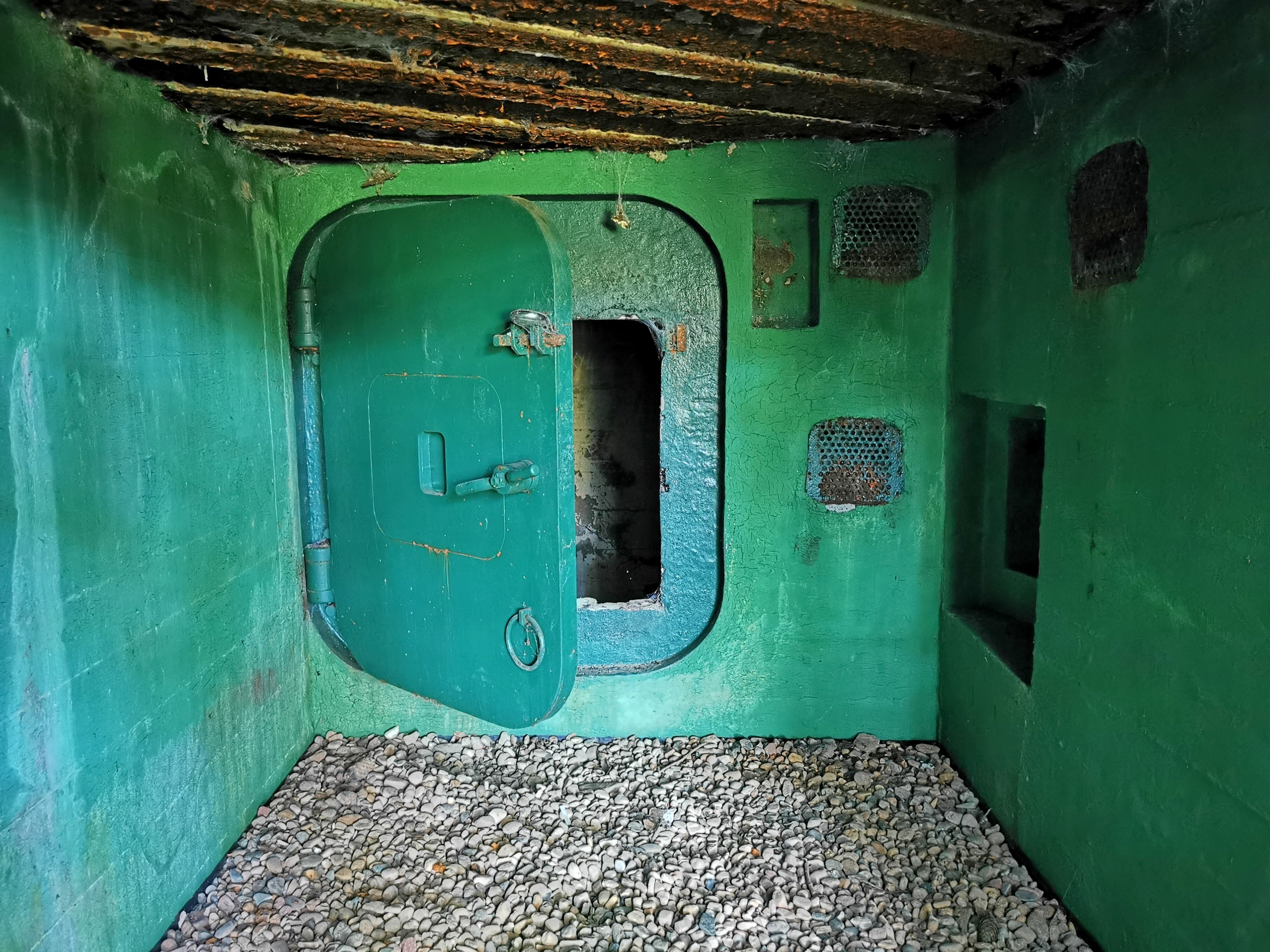
Replik von Panzertür und Tarnfarbe im Bunker 301
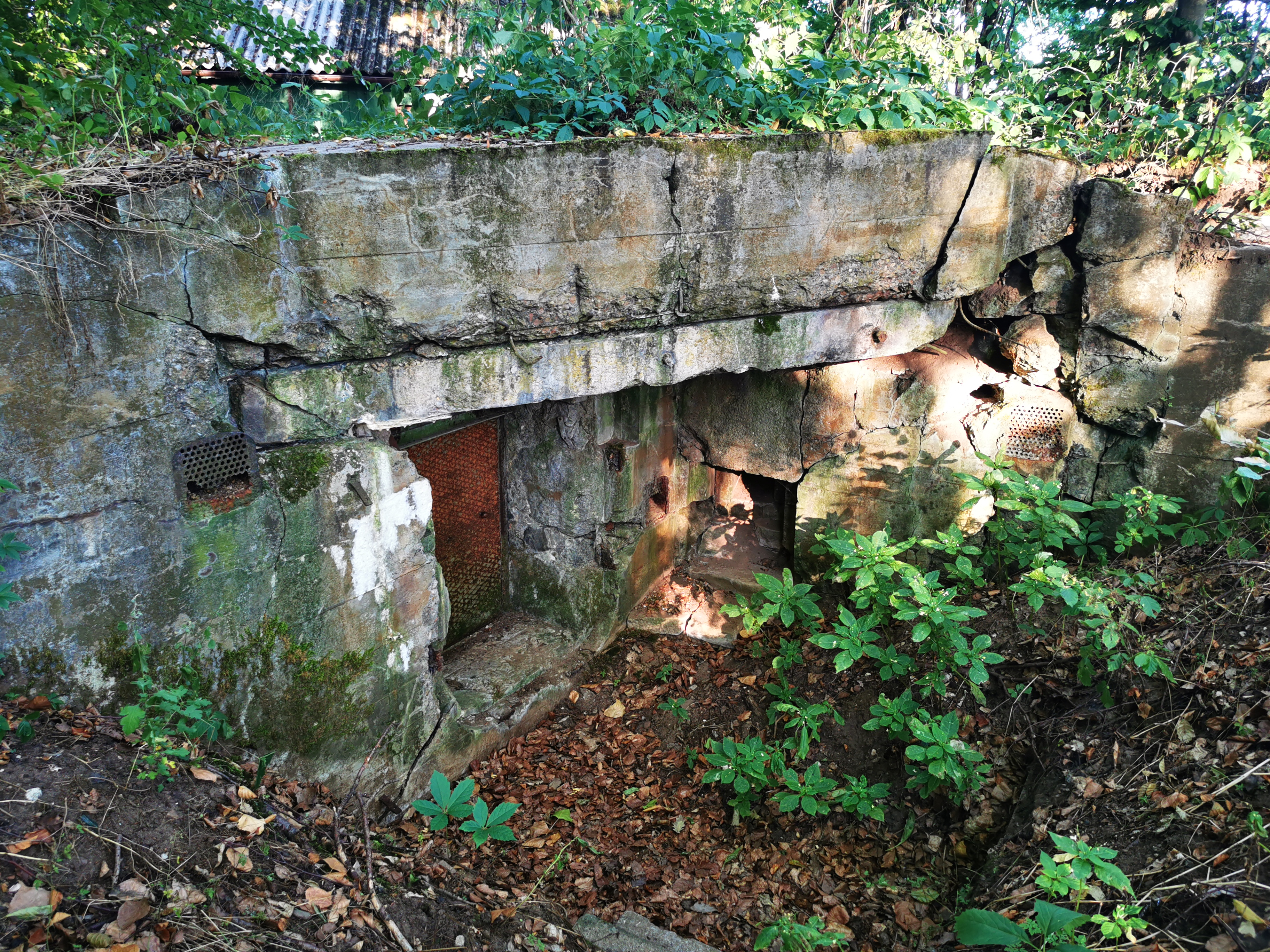
Eingangshof des Bunkers 302
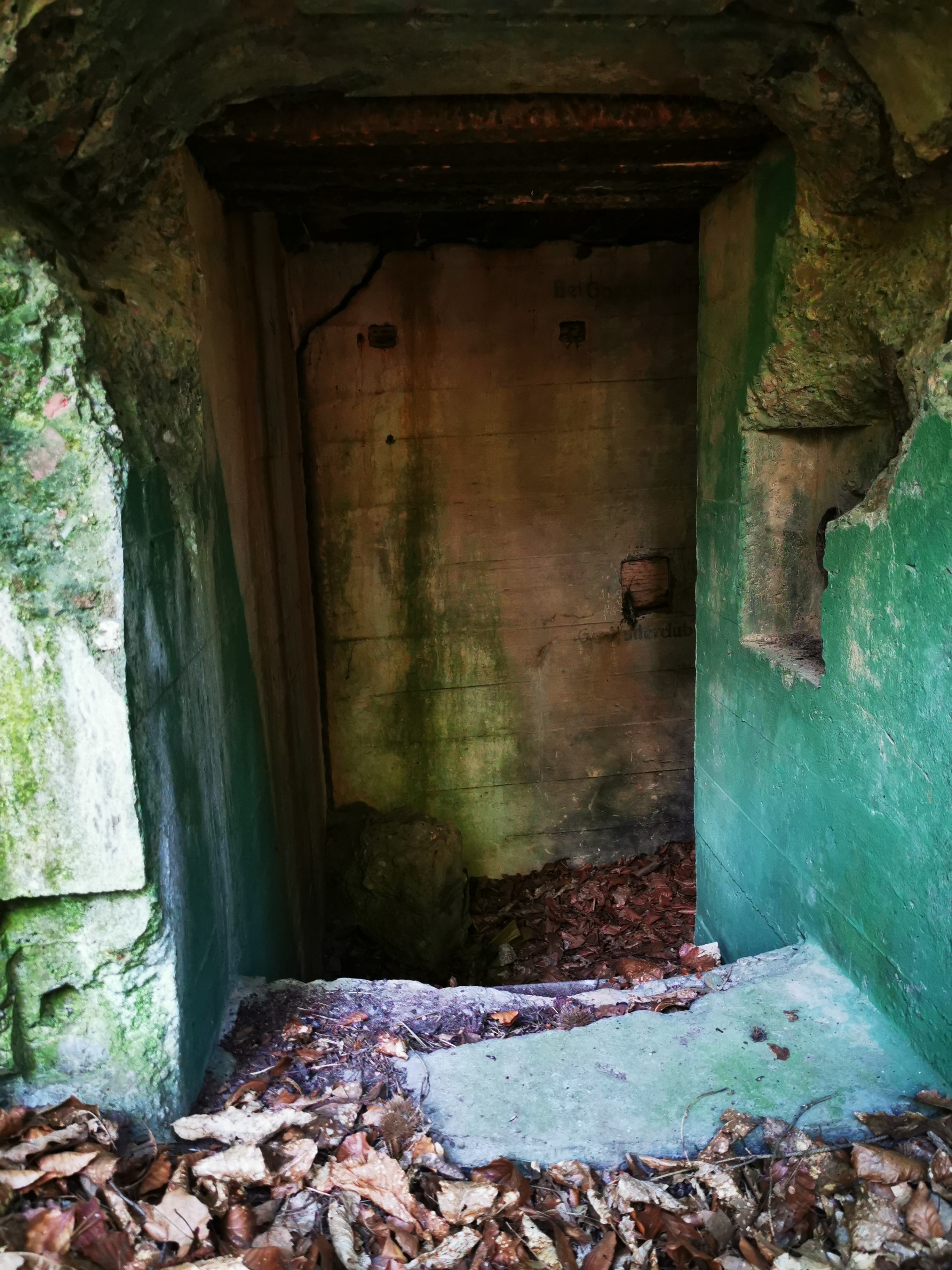
Treppen- abgang in die Gasschleuse des Bunkers 305
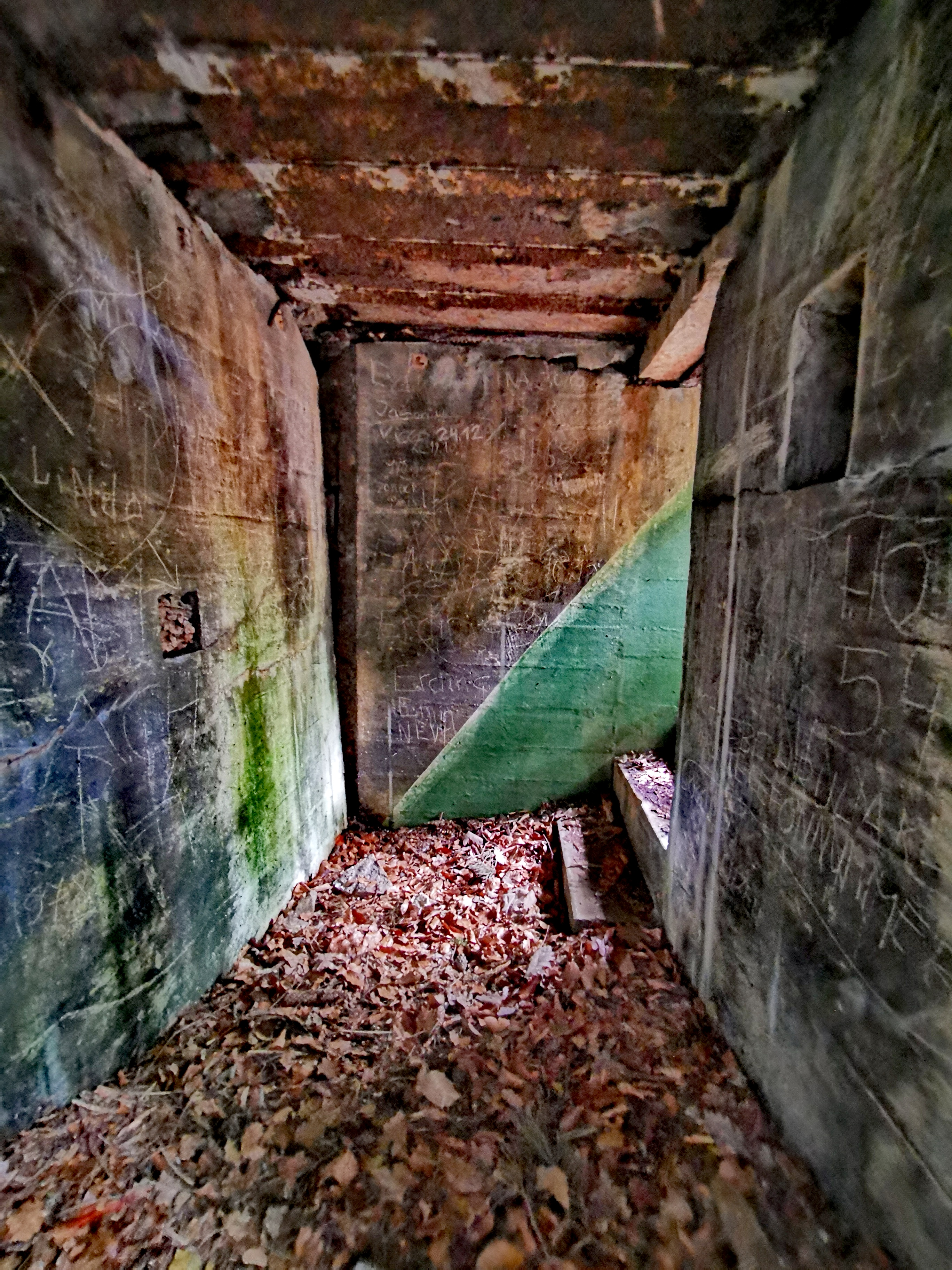
Blick aus der Gasschleuse im Bunker 306

Beschriftungen in den Bunkern
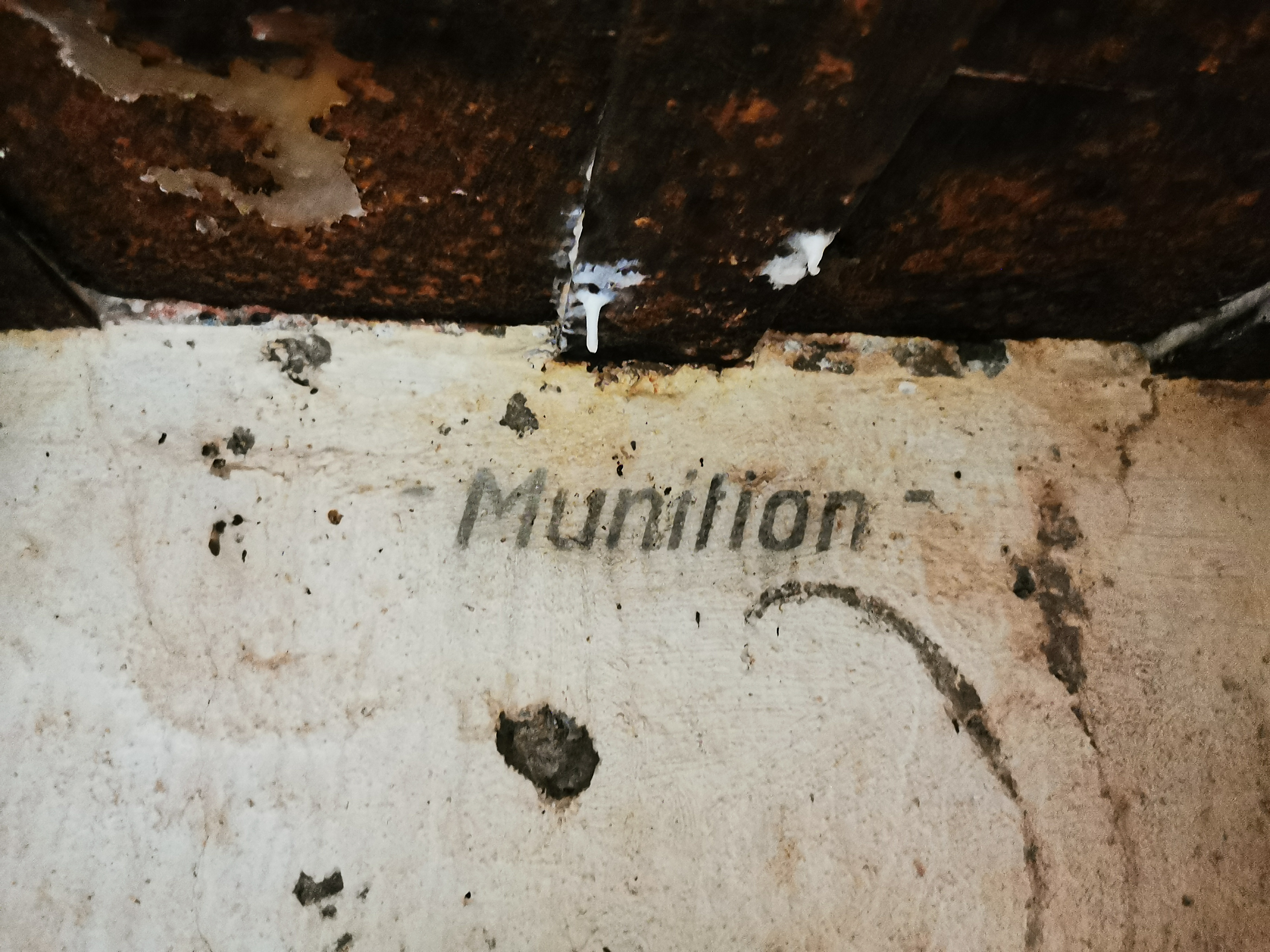
„Munition“
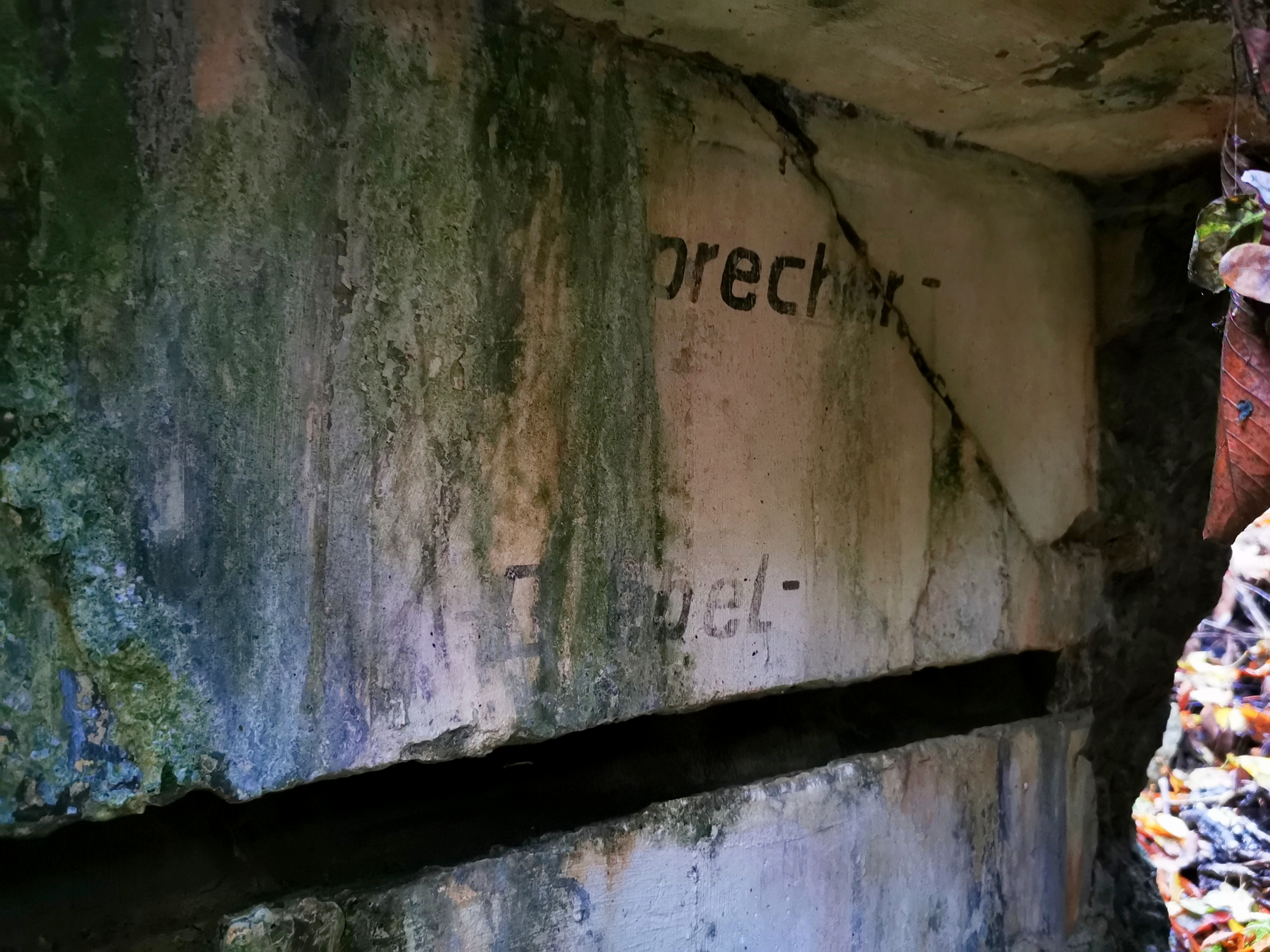
„Fernsprecher“
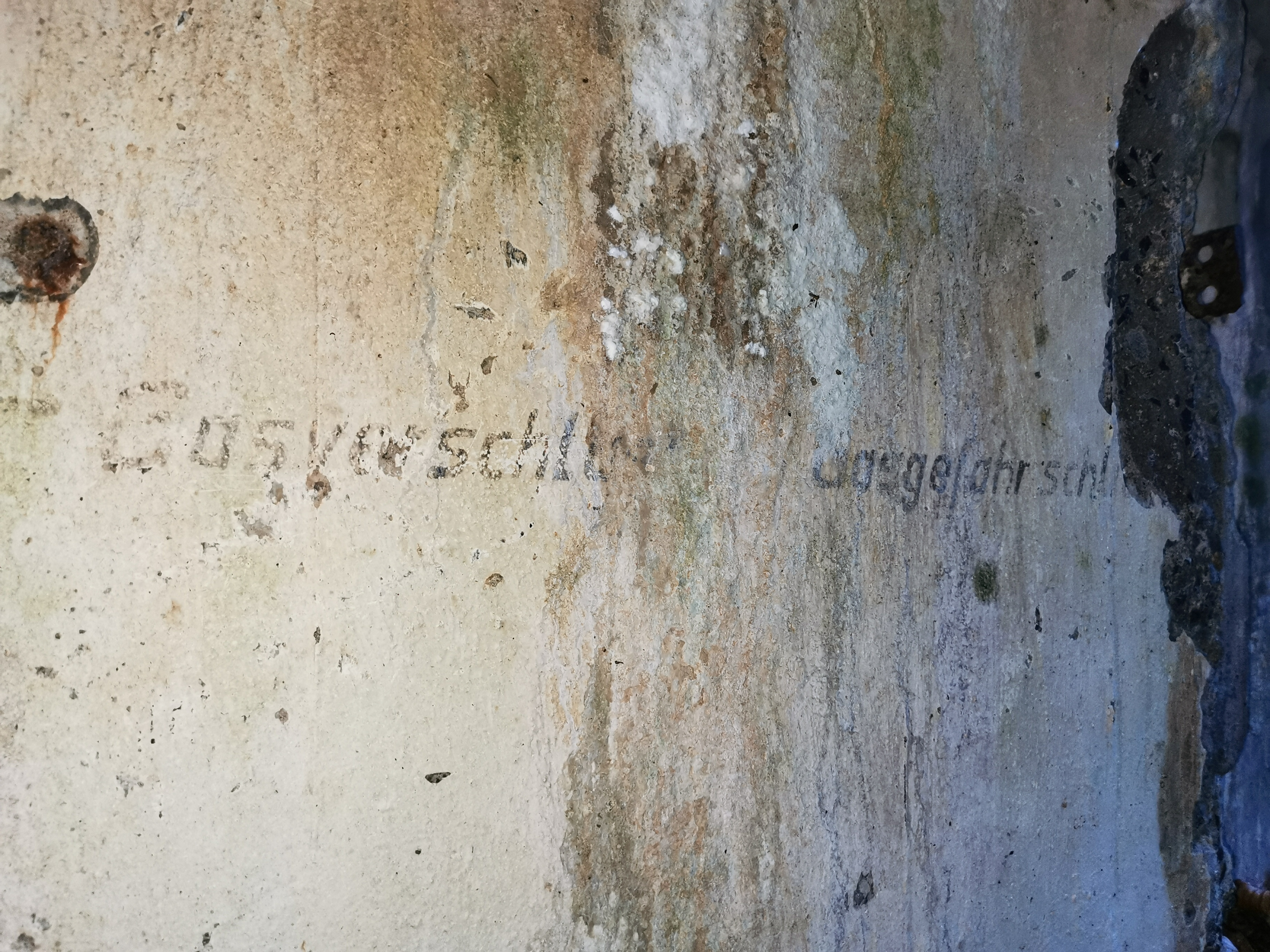
„Gasverschluss bei Gasgefahr schliessen“
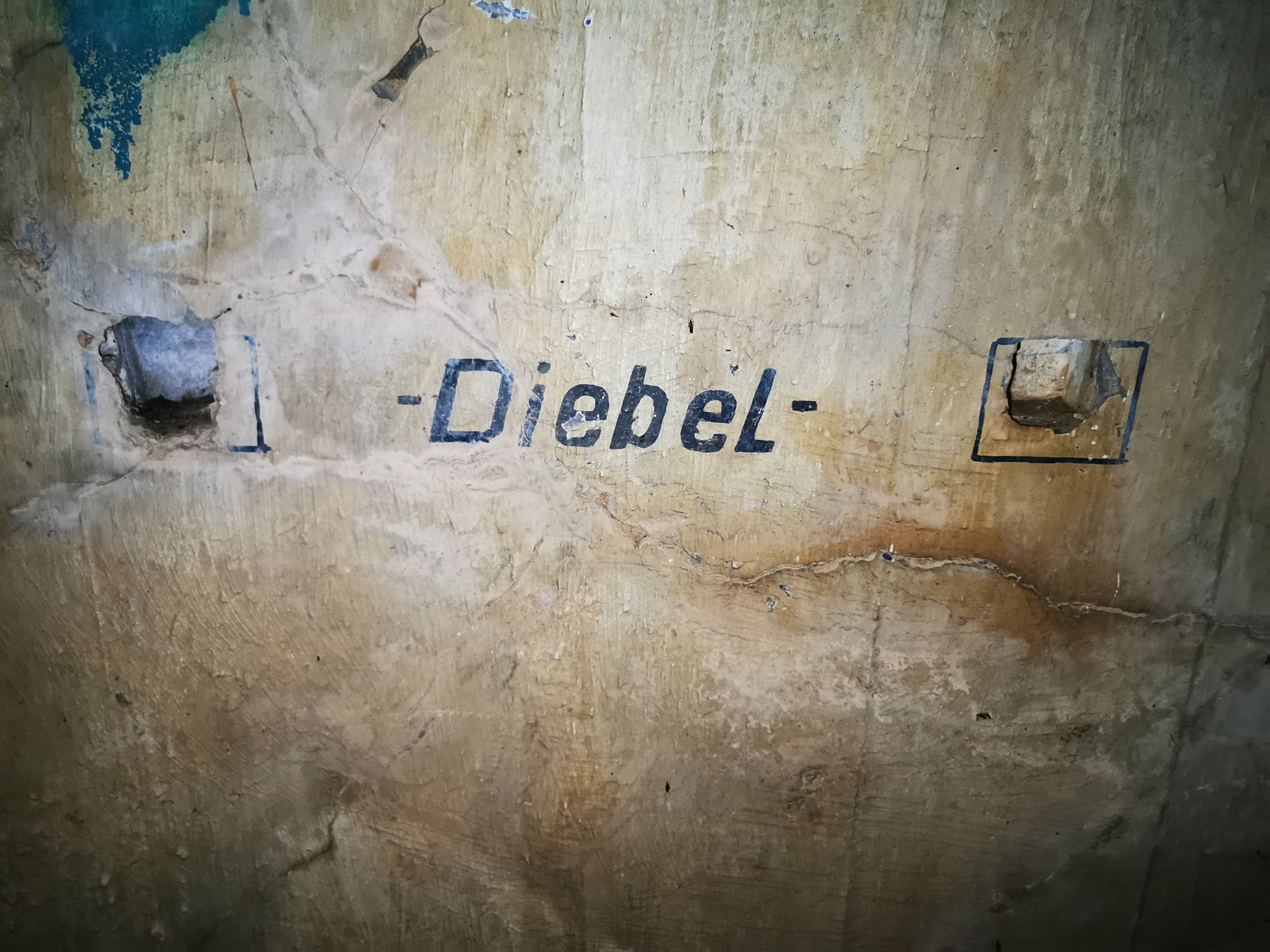
„Diebel“ (Dübel)
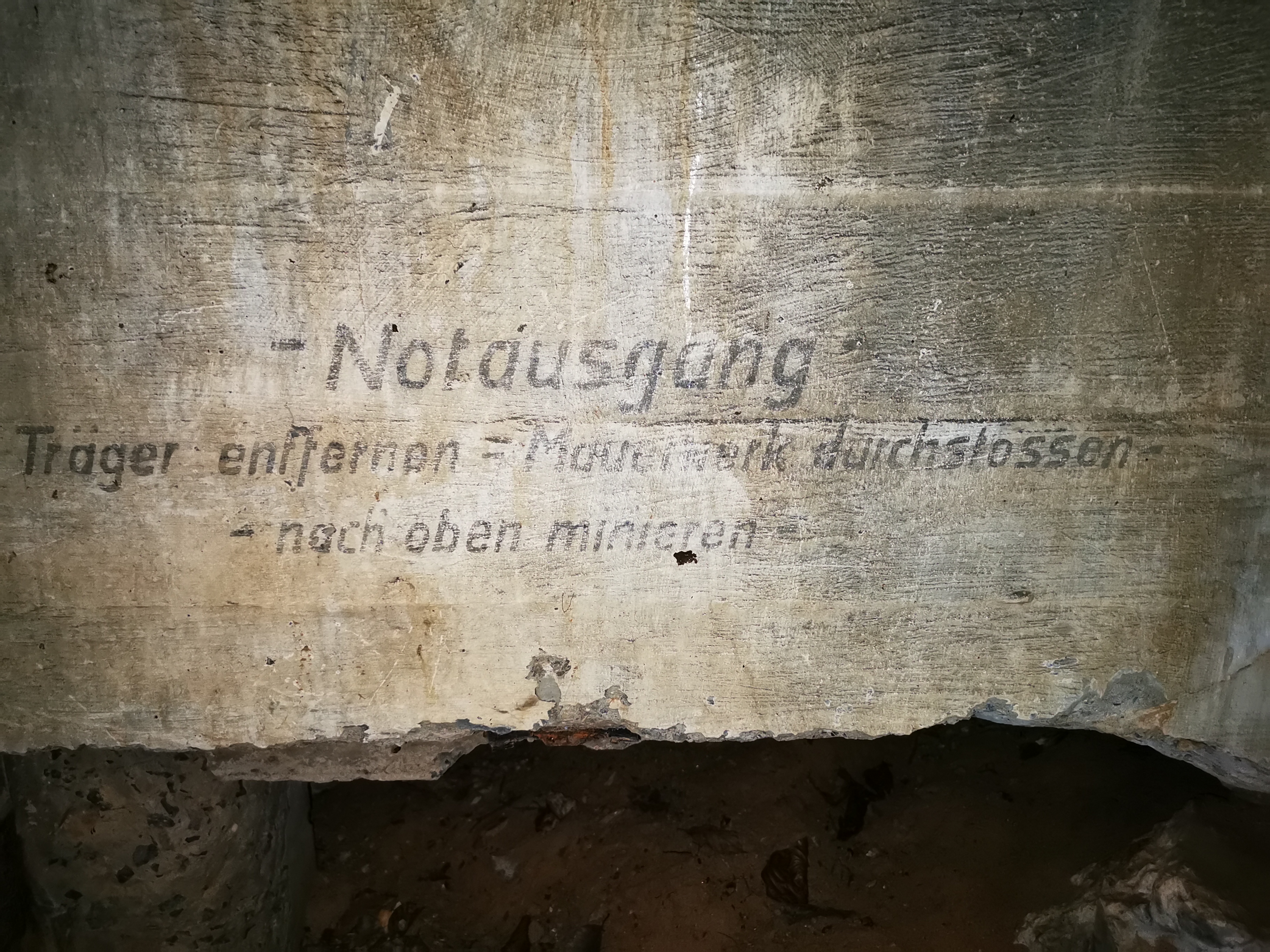
„Notausgang - Träger entfernen - Mauerwerk durchstossen - nach oben minieren“
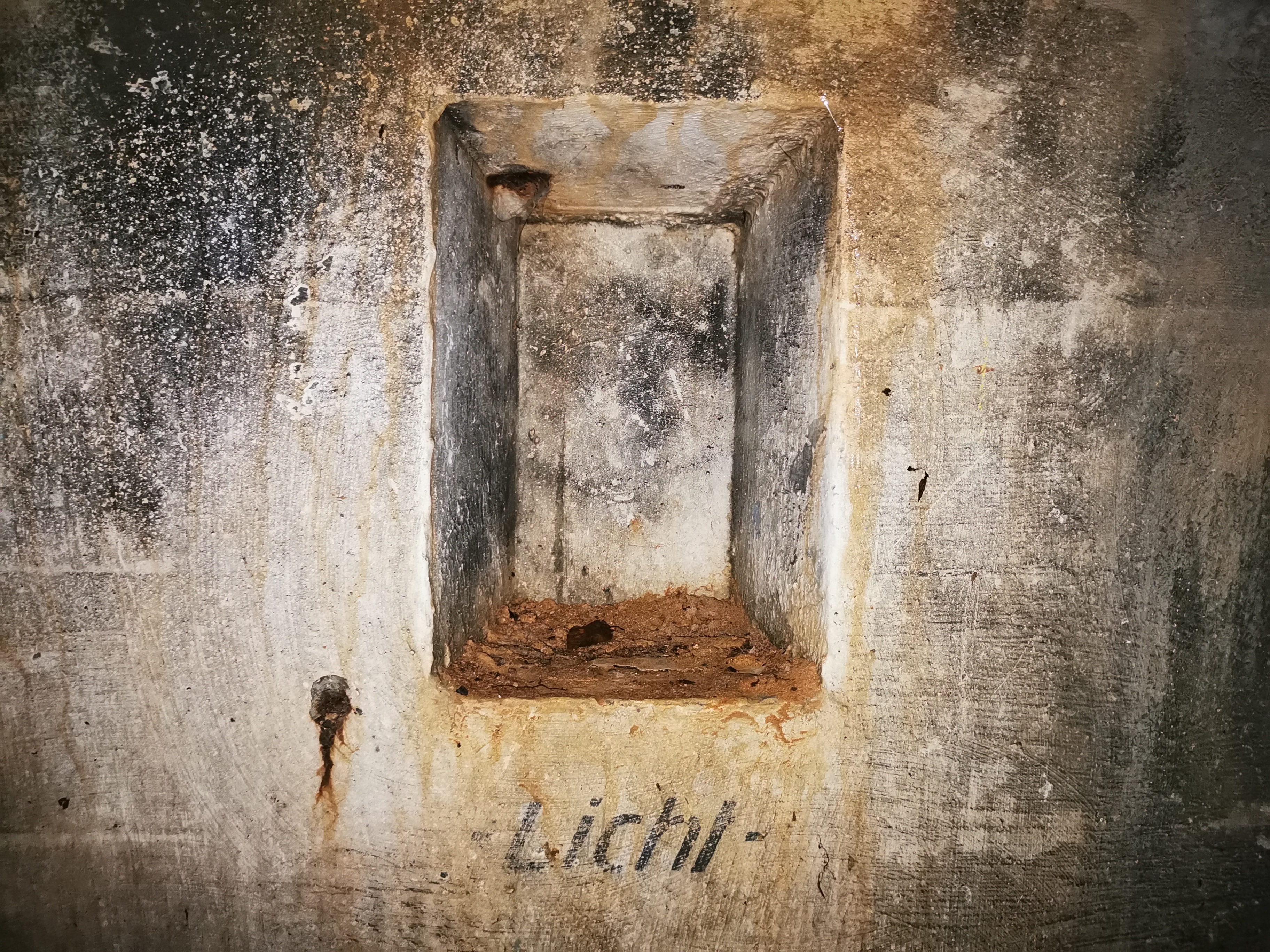
„Licht“
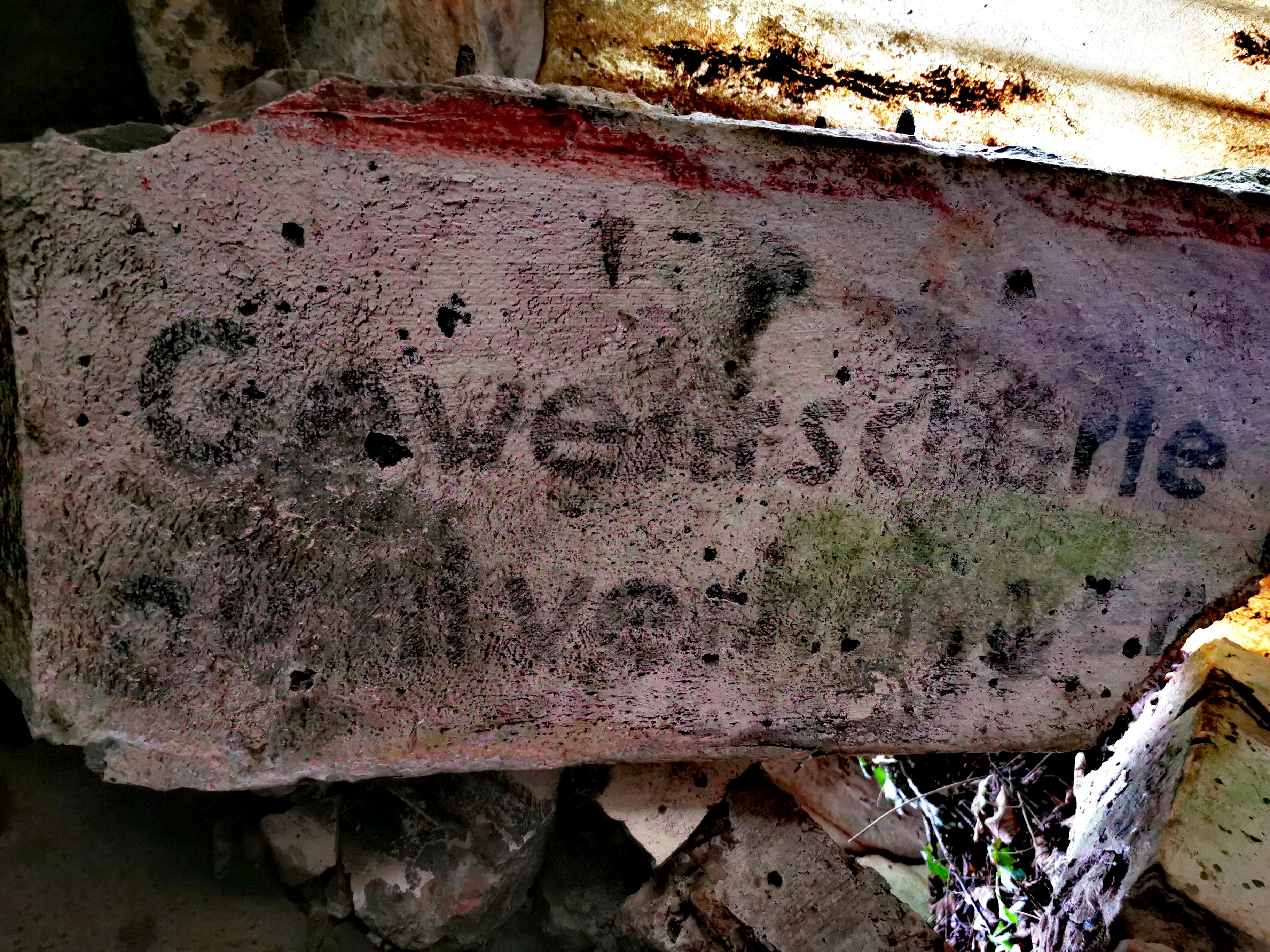
„Gewehrscharte nicht verhängen!“
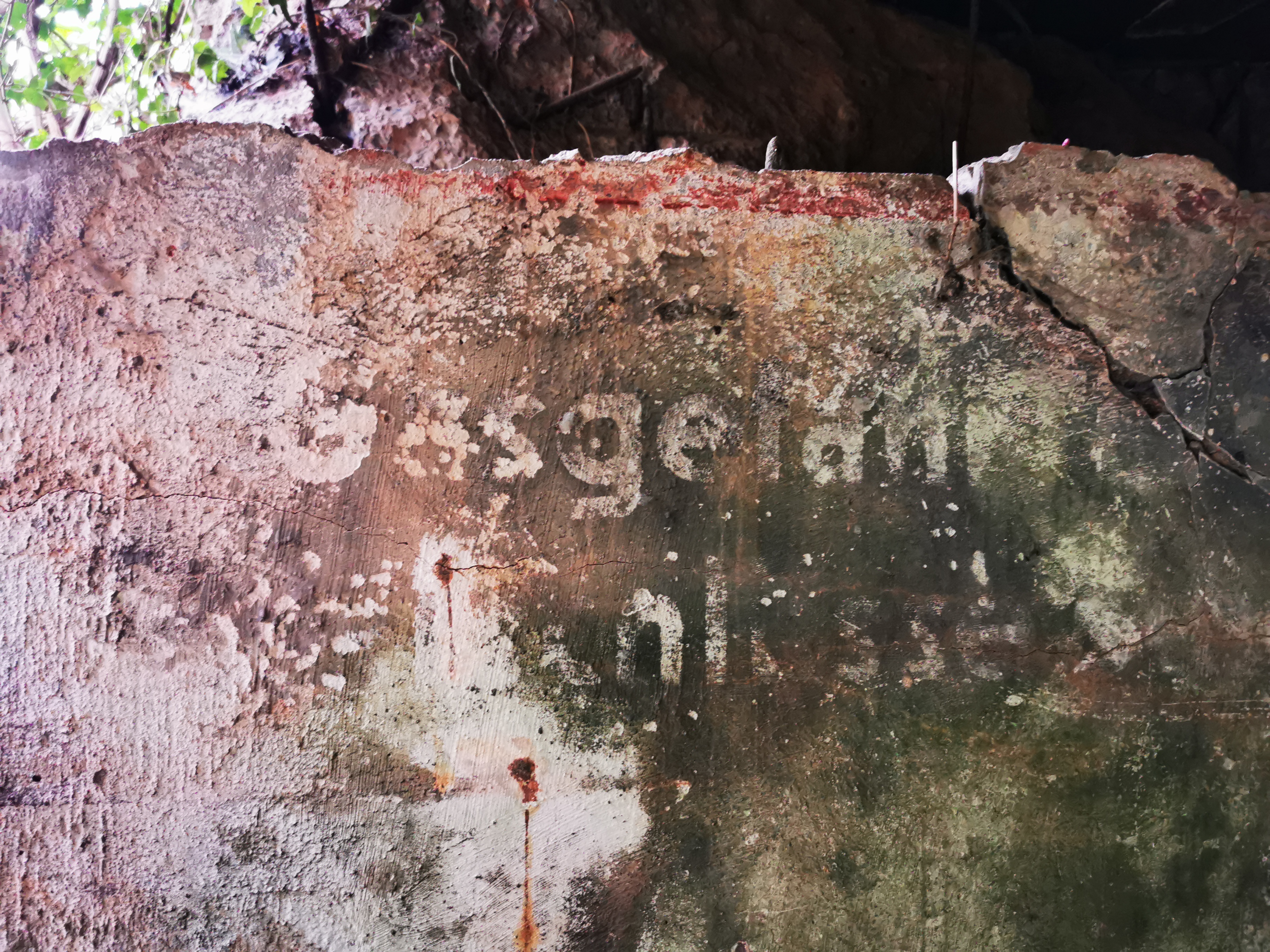
„Bei Gasgefahr Türen und Gasverschlüsse schliessen“
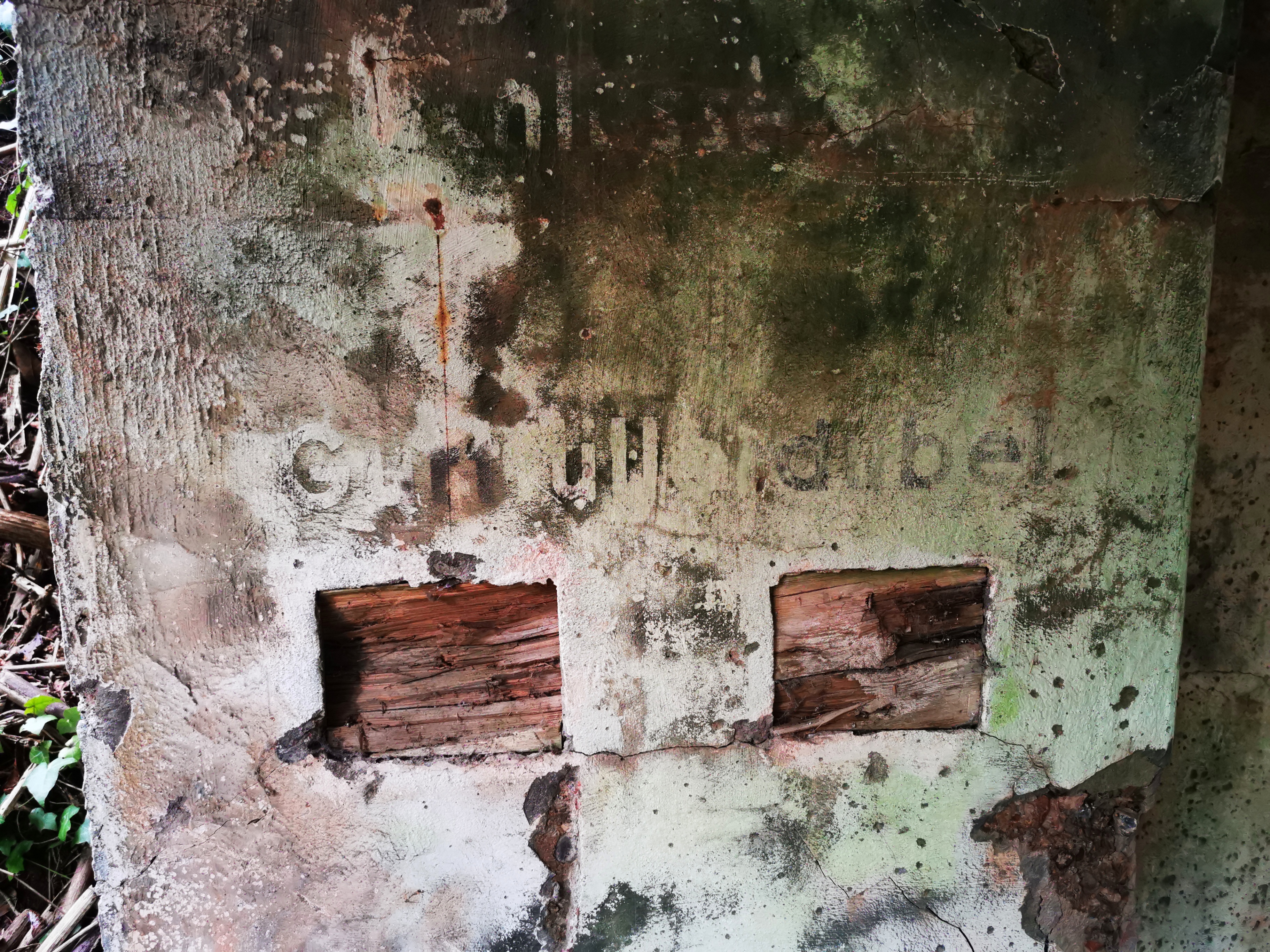
„Gurtfüllerdübel“
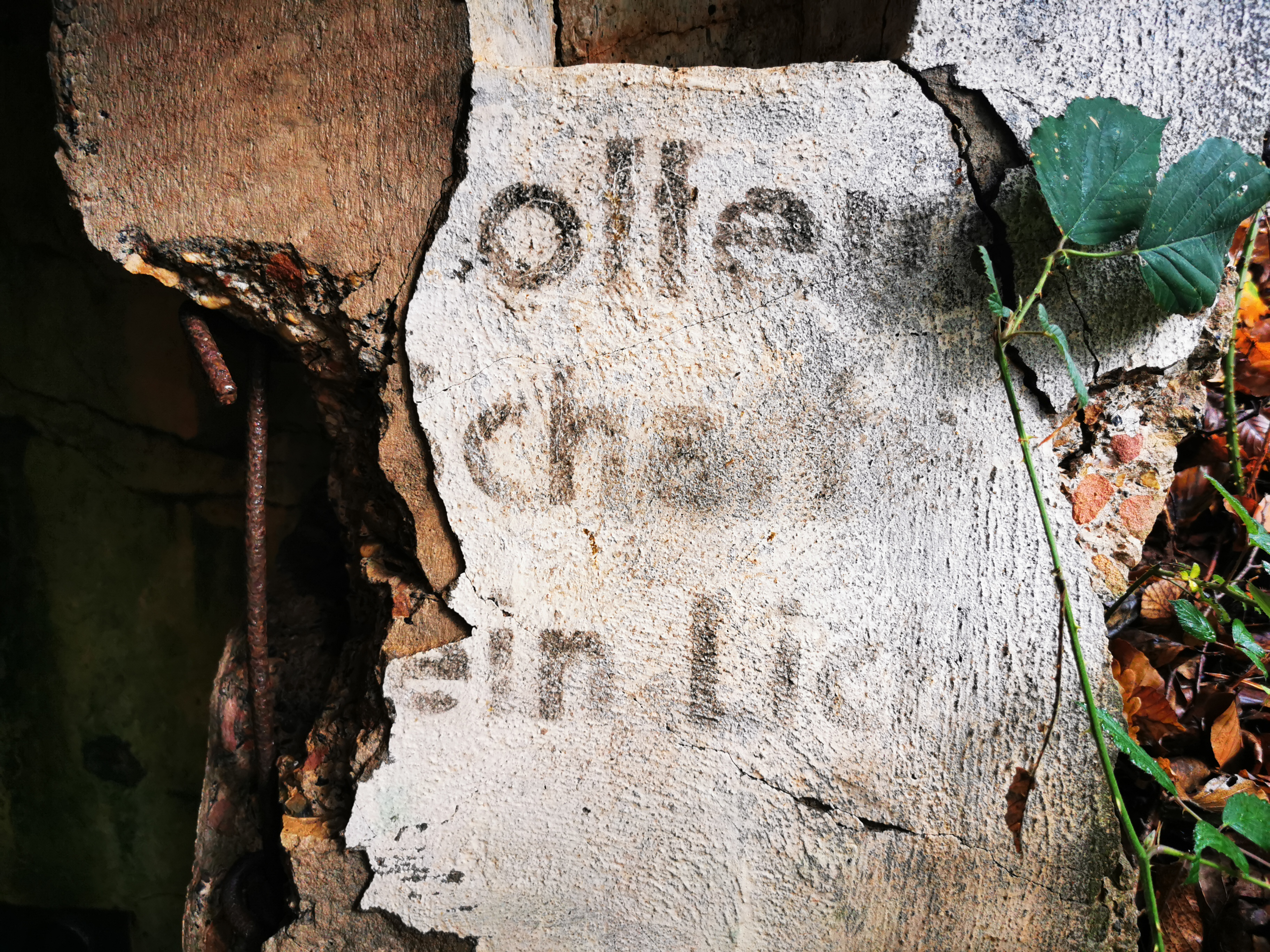
„Bei offener Scharte kein Licht!“